# Powstańcze natarcia na Dworzec Gdański
Powstańcze natarcia na Dworzec Gdański – kilkukrotne próby zdobycia stołecznego Dworca Gdańskiego podjęte przez żołnierzy Armii Krajowej podczas powstania warszawskiego 1944 roku.
Dworzec wraz z zespołem sąsiednich obiektów tworzył jeden z najsilniejszych ośrodków niemieckiego oporu w północnej części Warszawy. Na skutek niepowodzenia polskich ataków w godzinie „W” dworzec wraz z linią kolei obwodowej stworzyły swoistą barierę oddzielającą oddziały AK na Starym Mieście od powstańczego Żoliborza. Polskie dowództwo od pierwszych dni powstania zamierzało wywalczyć korytarz między obiema dzielnicami, lecz przystąpienie do poważniejszych działań zaczepnych okazało się możliwe dopiero po przybyciu na Żoliborz blisko 900 żołnierzy AK z Puszczy Kampinoskiej. Dwa nocne natarcia, przeprowadzone 20/21 sierpnia i 21/22 sierpnia, zakończyły się jednak całkowitą porażką z powodu przewagi ogniowej nieprzyjaciela oraz błędów popełnionych przez polskie dowództwo przy planowaniu i organizacji natarcia. Oddziały AK poniosły wówczas ciężkie straty, sięgające około 500–600 zabitych i rannych.
Natarcia na Dworzec Gdański były jedną z najkrwawszych akcji bojowych powstania warszawskiego. Zdaniem wielu historyków ich niepowodzenie zadecydowało o późniejszym upadku Starego Miasta.

## Polskie natarcie w godzinie „W”

### Dworzec Gdański i jego załoga

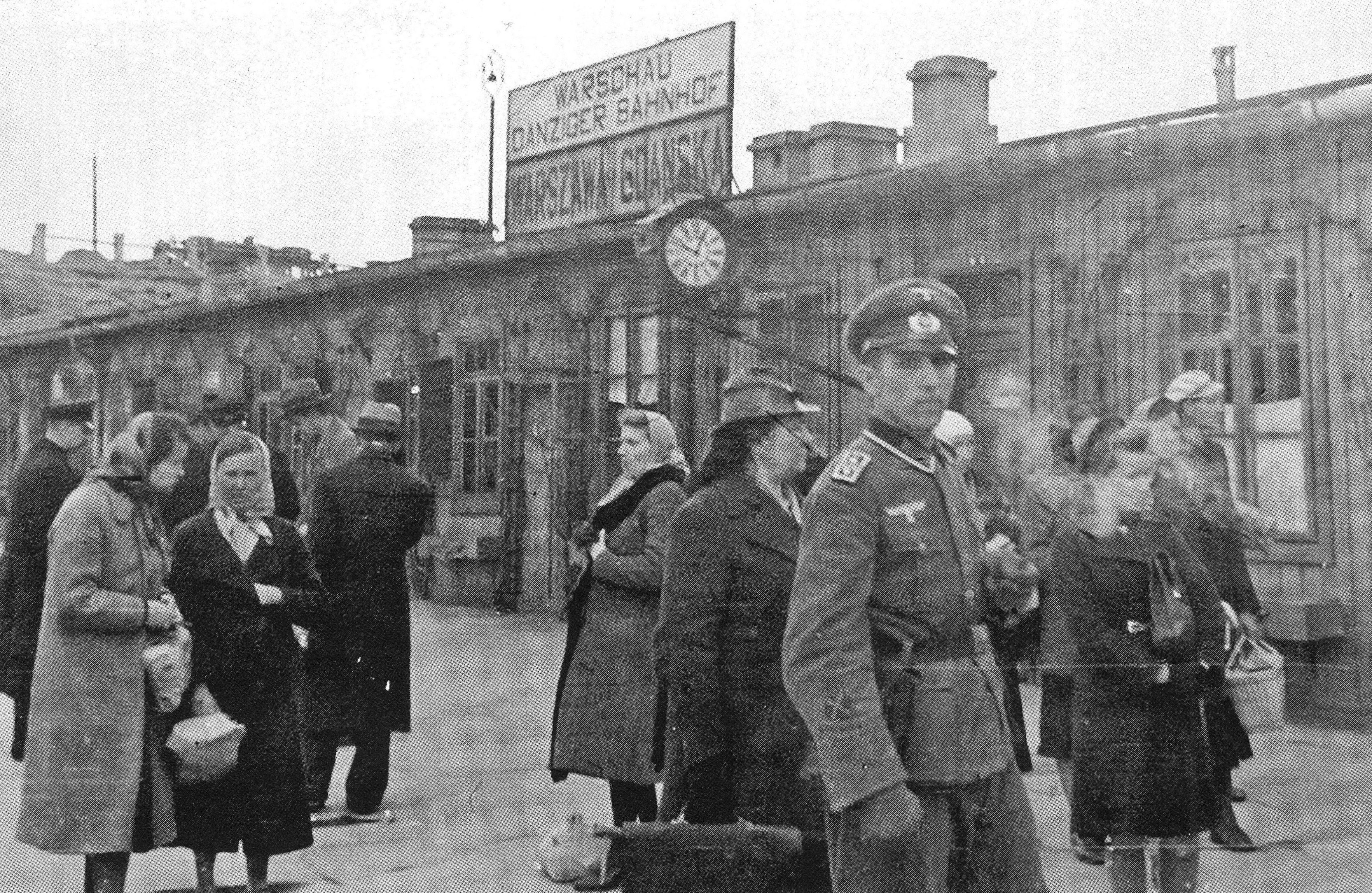
Budynek Dworca Gdańskiego ok. 1940

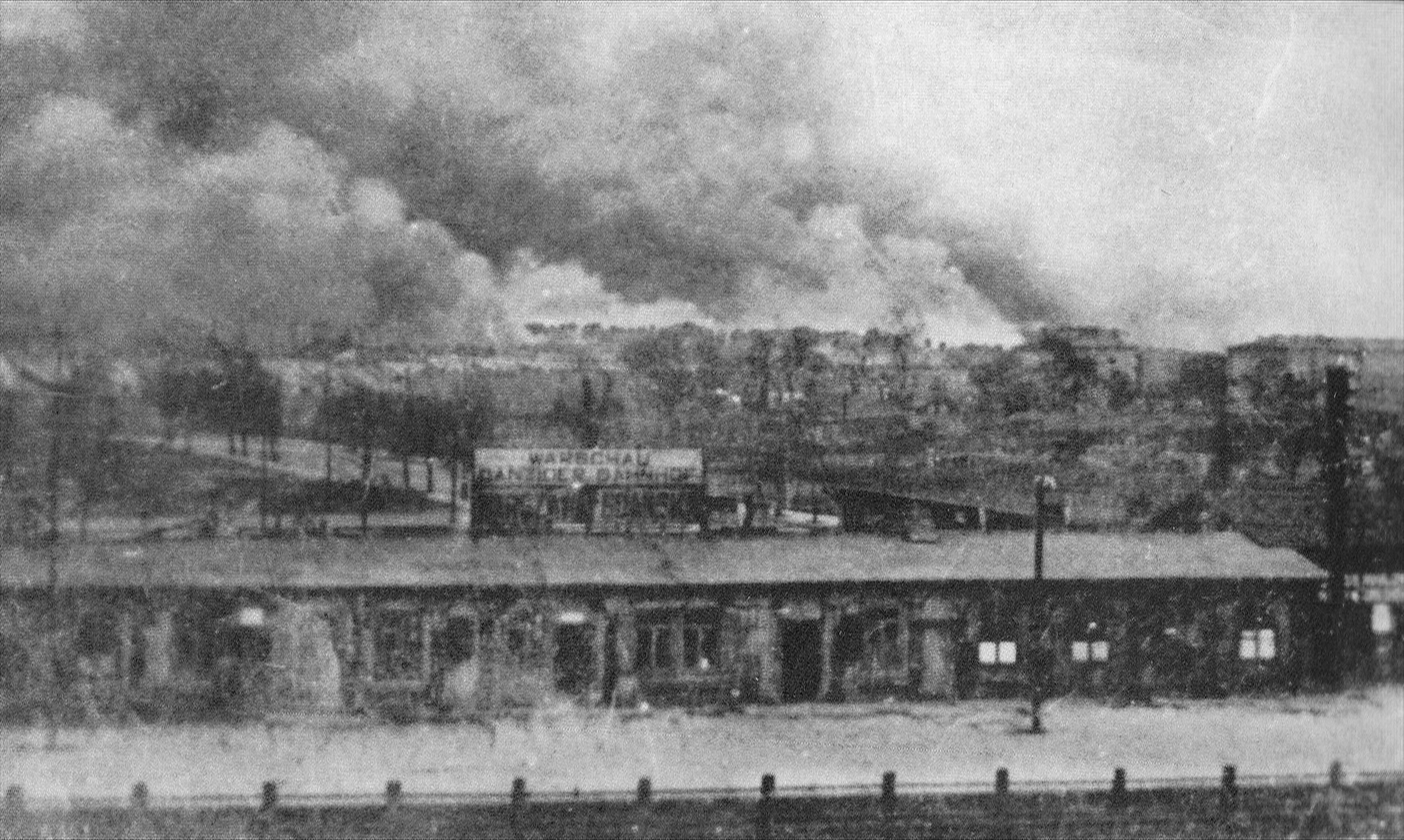
Zabudowania dworca sfotografowane wiosną 1943. W tle płonące getto warszawskie

Po rozpoczęciu niemieckiej inwazji na ZSRR okupowana Warszawa awansowała do rangi jednego z najważniejszych węzłów komunikacyjnych na tyłach frontu wschodniego. Jednym z kluczowych obiektów warszawskiej magistrali kolejowej był w tym czasie zespół budynków Dworca Gdańskiego, przylegający do torów kolei obwodowej. Niemcy przywiązywali dużą wagę do jego odpowiedniego zabezpieczenia, stąd dworzec wraz z pobliskimi mostami pod Cytadelą (kolejowym i drogowym) stanowił trzon jednego z najsilniejszych ośrodków niemieckiego oporu w północnej części Warszawy. Według danych, którymi w lipcu 1944 dysponował wywiad Armii Krajowej, obsada i umocnienia niemieckich obiektów przy żoliborskim odcinku kolei obwodowej przedstawiały się następująco:
- Dworzec Gdański – rejon dworca zabezpieczało gniazdo broni maszynowej oraz sześć pojedynczych stanowisk strzeleckich[1]. W budynkach dworcowych stacjonował wydzielony pododdział z II Batalionu Ochrony Dworców, zazwyczaj przebywało tam również kilku urzędników uzbrojonych w broń krótką. Od strony ul. Felińskiego dworzec osłaniała umocniona wartownia z 12-osobową załogą. Nieopodal zabudowań dworcowych znajdował się także punkt etapowy dla urlopników (Grzegorz Jasiński określa ten budynek mianem „Urlaubzucha”), w którym przebywało zwykle ok. 40 żołnierzy[4]. Od 26 lipca 1944 pobliskiego wiaduktu drogowego łączącego Żoliborz ze Śródmieściem bronił ponadto czołg typu PzKpfw IV[1]. Załoga dworca podobnie jak posterunki przy pobliskich mostach była połączona przewodami łączności polowej z Cytadelą[5].
- mosty przy Cytadeli – ochronę południowego przyczółka zespołu mostowego zapewniała stała załoga w liczbie ok. 40 żołnierzy oraz bateria artylerii przeciwlotniczej wyposażona w poczwórnie sprzężone działka kal. 20 mm. Podejścia do mostu były intensywnie patrolowane[6].
- Cytadela Warszawska – twierdza była jednym z najważniejszych punktów niemieckiego oporu w tej części miasta, lecz w praktyce jej stosunkowo nieliczna załoga mogła prowadzić jedynie bierną obronę. Cytadela zabezpieczała podejście do dworca i mostów od strony północnej oraz mogła zapewnić wsparcie ogniowe ich obrońcom. W momencie wybuchu powstania twierdzy broniło ok. 300–400 żołnierzy dysponujących bronią maszynową oraz czterema działami przeciwlotniczymi[7].
- Liceum i Gimnazjum im. Księcia Józefa Poniatowskiego („Poniatówka”) – w gmachu położonym przy ul. Lisa Kuli róg Bitwy pod Rokitną mieścił się niemiecki szpital wojskowy. Przebywało tam stale sześciu wartowników, kilkunastu uzbrojonych pracowników służby pomocniczej oraz średnio ok. 100 pacjentów. „Poniatówka” zapewniała kompleksowi dworcowemu osłonę od strony północnej[1].
- Instytut Chemiczny – gmach przy ul. Łączności 8 zapewniał kompleksowi dworcowemu osłonę od strony zachodniej. W okresie okupacji mieścił się w nim tzw. Główny Obóz Zaopatrzenia SS (SS Hauptversorgungslager), część pomieszczeń wydzielono także na punkt etapowy dla żołnierzy Dywizji SS-Galizien. Na przełomie lipca i sierpnia 1944 załoga instytutu składała się prawdopodobnie z ok. 50 niemieckich esesmanów oraz 500 ukraińskich kolaborantów, uzbrojonych m.in. w 2–4 działka plot. oraz broń maszynową. Dostępu do gmachu bronił dwumetrowy mur z wykutymi stanowiskami strzeleckimi, zasieki z drutu kolczastego oraz bunkry przy bramach wjazdowych i narożnikach ogrodzenia[8].
- Fort Legionów, Fort Traugutta, szkoła przy ul. Krajewskiego 10 – te trzy obiekty zabezpieczały dworzec i mosty od strony południowej, przy czym na krótko przed wybuchem powstania szkoła została przez Niemców opuszczona. W Forcie Legionów znajdowały się trzy działa przeciwlotnicze i reflektor, obsługiwane przez kilkudziesięciu żołnierzy. Fortu Traugutta broniło co najmniej kilkudziesięciu żołnierzy z bronią maszynową. Z kolei w pobliskim Parku im. Traugutta zajmowała stanowiska 3 Bateria Dywizjonu Lekkiej Artylerii Przeciwlotniczej 769. Podejść do obu fortów broniły zasieki z drutu kolczastego[9].

W rzeczywistości w momencie wybuchu powstania niemieckie siły w rejonie dworca okazały się znacznie silniejsze. Od połowy lipca 1944 odcinek linii kolei obwodowej od mostu kolejowego przy Cytadeli do Dworca Zachodniego zabezpieczał pociąg pancerny. Z kolei 1 sierpnia na Dworcu Gdańskim wyładowano pododdziały 73 Pułku Grenadierów Pancernych 19 Dywizji Pancernej (II Batalion oraz kompania saperów). Zostały one jeszcze tego samego dnia odesłane w rejon Warki, lecz wcześniej ich żołnierze zdążyli wesprzeć załogę dworca w walce z powstańcami. Ponadto po rozpoczęciu walk powstańczych obronę dworca wzmocniły przejściowo trzy działa samobieżne „Grille” przysłane z koszar SS przy ul. Rakowieckiej.

### Siły i plany Armii Krajowej

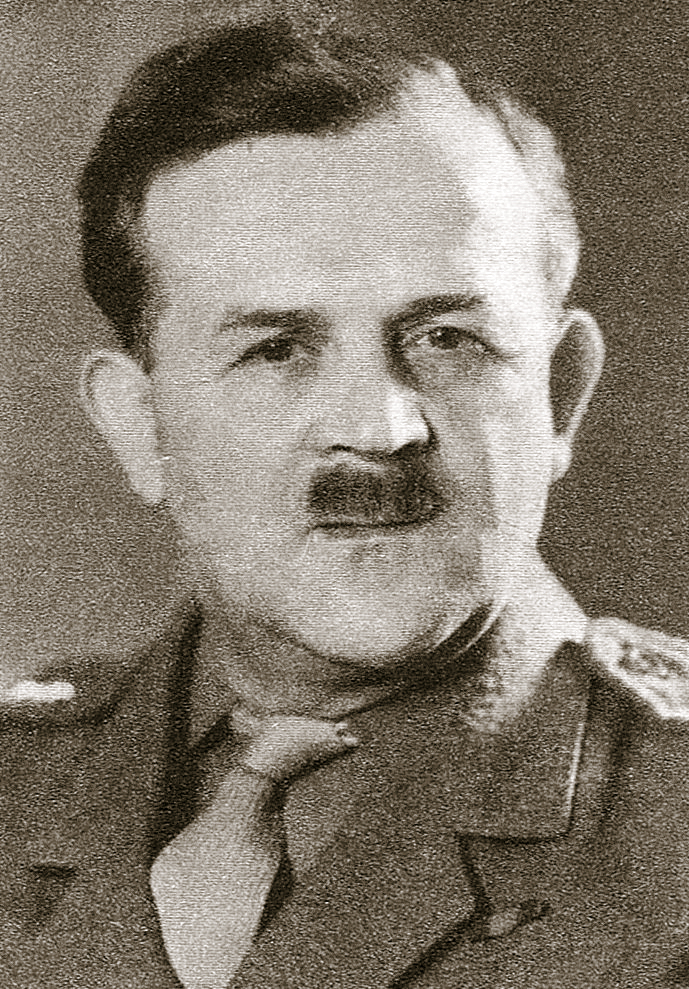
Podpułkownik Mieczysław Niedzielski ps. „Żywiciel”, dowódca Obwodu II AK „Żoliborz”

Powstańcze plany przewidywały, że Dworzec Gdański wraz z sąsiednimi obiektami zostaną opanowane przez żołnierzy Rejonu I Obwodu II AK „Żoliborz”. Atak na zabudowania dworca przeprowadzić miały plutony nr 201 i 210 („plutony kolejowe”), wyruszające z podstaw wyjściowych w betoniarni miejskiej przy ul. Inflanckiej. Po opanowaniu obiektu polscy żołnierze mieli obsadzić urządzenia stacyjne, nawiązać łączność ze stacją towarową Warszawa Praga oraz uruchomić zdobyczne lokomotywy, które wraz z kilkoma pustymi lorami zostałyby następnie przekazane do dyspozycji oddziałów nacierających na Instytut Chemiczny i Fort Bema.
W tym samym czasie pozostałe pododdziały Rejonu I miały zdobyć: Cytadelę, stanowiska niemieckiej artylerii przeciwlotniczej w Forcie i Parku im. Traugutta, lewobrzeżny przyczółek zespołu mostowego przy Cytadeli, „Poniatówkę” oraz centralę telefoniczną PAST przy ul. Felińskiego 39. Planowano także związać walką załogę Instytutu Chemicznego, przy czym zdobycie gmachu zamierzano odłożyć do czasu opanowania Dworca Gdańskiego. Pluton saperów szturmowych otrzymał m.in. zadanie wysadzenia wiaduktu kolejowego nad ul. Krajewskiego oraz wiaduktu drogowego przy Dworcu Gdańskim.
Na etapie planowania akcji powstańczej część oficerów Obwodu „Żoliborz” domagała się, aby z racji słabego uzbrojenia własnych oddziałów zmniejszyć liczbę celów natarcia i w pierwszej fazie walk ograniczyć się do blokowania najsilniejszych punktów niemieckiego oporu. Szczególnie aktywny był w tej dyskusji dowódca Rejonu I, kpt. Marian Kamiński ps. „Ster”, który postulował, aby w godzinie „W” jego oddziały uderzyły wszystkimi siłami na Cytadelę, a w dalszej kolejności skoncentrowały się na opanowaniu Dworca Gdańskiego. „Ster” argumentował, iż zdobycie stosunkowo słabo obsadzonej Cytadeli umożliwi nie tylko zwiększenie zapasów broni i amunicji, lecz również znacznie ułatwi zdobycie zespołu mostowego przy Cytadeli oraz uzyskanie dostępu do Wisły i połączenie ze Śródmieściem. Owe postulaty zostały jednak odrzucone przez dowództwo Okręgu Warszawskiego AK, które wierzyło, że gwałtowne i jednoczesne natarcie na wszystkie niemieckie obiekty w Warszawie pozwoli zaskoczyć i obezwładnić nieprzyjacielski garnizon. W myśl rozkazu operacyjnego komendy okręgu z 25 lipca 1944 Obwód „Żoliborz” miał uderzyć na osiemnaście „przedmiotów walki”, przy czym zadaniem Rejonu I miało być opanowanie Cytadeli, Dworca Gdańskiego, mostów, Instytutu Chemicznego oraz szkoły przy ul. Krajewskiego. Dodatkowo sztab Obwodu „Żoliborz” podjął decyzję, iż oprócz celów wskazanych w rozkazie komendy okręgu zaatakowane zostaną również wszystkie te obiekty, które w dotychczasowych planach taktycznych obwodu były uważane za cele pierwszoplanowe. W przypadku Rejonu I miały to być „Poniatówka” i centrala telefoniczna przy ul. Felińskiego. Przyjęcie tej taktyki doprowadziło do rozproszenia sił powstańczych i w dużej mierze zadecydowało o niepowodzeniu późniejszych natarć.

### Natarcie Rejonu I
27 lipca 1944 w Warszawie ogłoszono zarządzenie gubernatora dystryktu warszawskiego Ludwiga Fischera nakazujące, aby następnego dnia 100 tys. polskich mężczyzn i kobiet stawiło się do pracy przy budowie umocnień nad Wisłą. Jeszcze tego samego dnia komendant Okręgu Warszawskiego AK płk Antoni Chruściel ps. „Monter” ogłosił alarm dla oddziałów AK w stolicy. Po południu 28 lipca stan pogotowia został jednak odwołany, a żołnierze AK bez większych incydentów rozeszli się do domów. Długotrwałe oczekiwanie, a zwłaszcza uwidoczniona w czasie mobilizacji dysproporcja sił własnych i nieprzyjaciela, wywarły negatywny wpływ na morale wojska. Owe tendencje nie ominęły Obwodu „Żoliborz”. W „plutonach kolejowych” do godzin porannych 29 lipca pozostało na punktach koncentracji zaledwie 30% żołnierzy, gdyż pozostali – dla których zabrakło broni – rozeszli się do domów. W plutonie 208 złożonym w większości z „granatowych policjantów” doszło wręcz do buntu, gdyż większość żołnierzy, łącznie z dowódcą plutonu por. „Jackiem”, wypowiedziała posłuszeństwo dowództwu i na własną rękę opuściła punkty zborne.
Rankiem 1 sierpnia oddziały Obwodu „Żoliborz” ponownie przystąpiły do mobilizacji. Wkrótce do sztabu obwodu zaczęły napływać meldunki o wzmacnianiu przez Niemców najważniejszych punktów oporu. Dowodzący zgrupowaniem „plutonów kolejowych” por. Eugeniusz Muszyński ps. „Paweł” raportował, iż nieprzyjaciel kilkukrotnie zwiększył załogę Dworca Gdańskiego, obsadzając stację i umocnienia przy torach oraz wydzielając pododdział w sile kompanii do zabezpieczenia okolic parowozowni. W tej sytuacji na odprawie sztabu obwodu przeprowadzonej o godz. 14:00, podjęto decyzję, że „Paweł” przeprowadzi w rejonie dworca wyłącznie rozpoznanie bojem, a w razie napotkania silnego oporu przerwie atak i dołączy do głównych sił rejonu. Stosowny rozkaz nie dotarł jednak do żołnierzy „plutonów kolejowych”. Tymczasem już około godz. 14:00 Żoliborz ogarnęły regularne walki, co poważnie zakłóciło przygotowania do akcji powstańczej. Utracono bowiem element zaskoczenia, paraliżowi uległ system łączności obwodu, a cała dzielnica rychło została odcięta od reszty miasta. W powstałym chaosie wielu żołnierzy nie zdążyło dotrzeć na czas na punkty zborne, nie dotarła tam również część broni i amunicji.
Przed godziną „W” na punkcie zbornym „plutonów kolejowych” w betoniarni miejskiej przy ul. Inflanckiej stawiło się około 50 żołnierzy (50% stanu osobowego). Ich uzbrojenie było bardzo skromne, gdyż ograniczało się do zaledwie dwóch pistoletów maszynowych, 9 karabinów, kilku pistoletów oraz granatów. Na kilka minut przed godz. 17:00 do walki przystąpiła nieznana „Pawłowi” grupa powstańców, której punktem koncentracji był pobliski gmach Agencji Celnej. Strzelanina dodatkowo zwiększyła czujność załogi Dworca Gdańskiego, stąd „Paweł” wydał rozkaz natychmiastowego rozpoczęcia ataku. Do szturmu ruszyło jednak zaledwie kilkunastu uzbrojonych żołnierzy AK. Pozostali, dla których zabrakło broni, odmówili wzięcia udziału w walce. W tej sytuacji „Paweł” zrezygnował z planowanego wcześniej zdobycia przejazdu kolejowo-drogowego w ciągu ul. Felińskiego i rzucił całość swych szczupłych sił do natarcia na zabudowania dworcowe. Na kilkadziesiąt metrów przed niemieckimi umocnieniami powstańcy znaleźli się pod silnym ostrzałem broni maszynowej. Poległo dwóch polskich żołnierzy, a jeden został ranny. Powstańcom udało się zdobyć stanowisko niemieckiego ckm, lecz chwilę później „Paweł” zarządził odwrót.
Pozostałym oddziałom Rejonu I również nie udało się uzyskać powodzenia. Natarcie plutonu 204 na zespół mostowy przy Cytadeli zaległo w ogniu niemieckiej broni maszynowej wkrótce po wyruszeniu z pozycji wyjściowych. Żołnierze plutonów 207 i 209 zdołali zbliżyć się na odległość szturmową do nieprzyjacielskich stanowisk w Forcie i Parku im. Traugutta a nawet zniszczyć jedno z gniazd ckm. Ostatecznie natarcie zaległo jednak pod silnym ostrzałem, a oba plutony poniosły ciężkie straty, sięgające 59% stanu wyjściowego. Po blisko dwóch godzinach walki odparty został również atak na Cytadelę, który podjęli żołnierze plutonów 202, 203 i 205. Plutony 206 i 208, w których zaledwie 30% żołnierzy stawiło się punktualnie na punktach zbornych, ograniczyły się do ostrzelania gmachu Instytutu Chemicznego. Natarcie plutonów WSOP na „Poniatówkę” i centralę telefoniczną w ogóle nie doszło do skutku.
Konsekwencje porażki poniesionej w godzinie „W” przez żołnierzy Rejonu I okazały się bardzo poważne. Co prawda powstańcy zdołali 2 sierpnia zdobyć gmach „Poniatówki” oraz centralę telefoniczną, lecz w niemieckich rękach pozostał Dworzec Gdański oraz pozostałe punkty oporu położone wzdłuż linii kolei obwodowej. Stanowiły one odtąd swoistą barierę, która odgradzała powstańczy Żoliborz od oddziałów AK na Starym Mieście.

## Pierwsze próby przełamania niemieckiej bariery

Mapa powstania warszawskiego: linia kolejowa i Dworzec Gdański oddzielają na północy Żoliborz od Starego Miasta

5 sierpnia 1944 rozpoczęło się niemieckie kontruderzenie przeciw siłom powstańczym w Warszawie. Po trzech dniach zaciekłych walk grupa bojowa dowodzona przez SS-Gruppenführera Heinza Reinefartha zdobyła większą część Woli, a następnie przebiła się do tzw. dzielnicy rządowej w rejonie pl. Marszałka Józefa Piłsudskiego. Obszar kontrolowany przez oddziały AK skurczył się w ten sposób do czterech izolowanych dzielnic – tj. Śródmieścia z Powiślem, Starego Miasta, Żoliborza oraz Mokotowa. Po upadku Woli głównym celem niemieckiego natarcia stała się warszawska Starówka. Niemieckie dowództwo zamierzało bowiem wywalczyć dostęp do Wisły na odcinku od mostu średnicowego do mostu Kierbedzia i tym samym trwale zabezpieczyć tyły niemieckich wojsk walczących z Armią Czerwoną na prawym brzegu rzeki. Stare Miasto stało się – wedle określenia Adama Borkiewicza – polem „boju walnego”, decydującego o losach powstania.

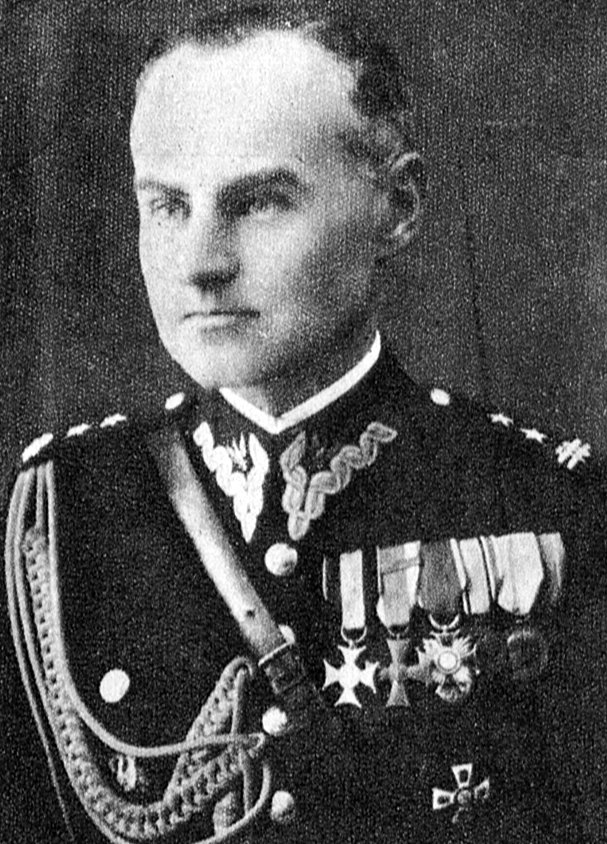
Pułkownik Karol Ziemski ps. „Wachnowski”, dowódca Grupy „Północ”

Jeszcze przed upadkiem Woli płk „Monter” postanowił zorganizować w północnej części miasta powstańczy bastion z ośrodkiem dowodzenia na Żoliborzu. Komendant okręgu liczył, że uda się w ten sposób zorganizować bazę zaopatrzeniową dla walczącej stolicy, a zarazem odciążyć główne siły AK walczące w Śródmieściu. „Monter” przejściowo utracił zaufanie do komendanta Obwodu „Żoliborz” ppłk. Mieczysława Niedzielskiego ps. „Żywiciel”, stąd dowodzenie siłami AK na Żoliborzu i w Puszczy Kampinoskiej postanowił powierzyć ppłk. Karolowi Ziemskiemu ps. „Wachnowski”. Wczesnym rankiem 6 sierpnia „Wachnowski” dotarł na Stare Miasto, lecz mimo dwukrotnie podejmowanych prób nie zdołał przedostać się na Żoliborz. Tymczasem 6 sierpnia z Woli ewakuował się na Starówkę komendant główny AK gen. Tadeusz Komorowski ps. „Bór”. Dowódca podziemnej armii częściowo zmodyfikował zadania, które przed „Wachnowskim” postawił płk „Monter”. Komenda Główna Armii Krajowej (KG AK) postanowiła bowiem skupić główny wysiłek na utrzymaniu Starego Miasta i w tym celu 7 sierpnia powołano do życia nowe zgrupowanie bojowe, znane pod nazwą Grupa „Północ”. Historycy nie są zgodni w odniesieniu do kwestii, które oddziały AK weszły formalnie w skład tego zgrupowania. Grzegorz Jasiński był zdania, iż „Wachnowskiemu” podporządkowano wszystkie oddziały AK walczące na północ od trasy Wolska – Chłodna – Elektoralna – Senatorska – most Kierbedzia (tzw. arteria wolska). Z kolei Piotr Stachiewicz i Antoni Przygoński twierdzili, że w skład Grupy „Północ” weszły jedynie oddziały wolskie i staromiejskie, podczas gdy oddziały żoliborskie i kampinoskie w praktyce nie podlegały rozkazom jej dowódcy.
Koncepcja obrony Starego Miasta przyjęta przez dowództwo AK od samego początku zakładała konieczność wywalczenia naziemnego połączenia z powstańczym Żoliborzem. Za takim rozwiązaniem przemawiało szereg argumentów. Po pierwsze niemiecki kordon wokół Warszawy był wciąż słaby, stąd realna wydawała się możliwość zorganizowania w Puszczy Kampinoskiej bazy zaopatrzeniowo-zrzutowej i werbunkowej, która działałaby na potrzeby oddziałów AK ze Starówki i Żoliborza. Gdyby natomiast powstrzymanie niemieckiego natarcia okazało się niemożliwe, główne siły Grupy „Północ” mogłyby w stosownym momencie wycofać się na Żoliborz, unikając w ten sposób odcięcia i zniszczenia na Starym Mieście. Ponadto powstańcze dowództwo oceniało, że łatwiej będzie wywalczyć korytarz na Żoliborz niż uzyskać połączenie ze Śródmieściem, od którego obrońców Starówki oddzielały główne siły niemieckiej Grupy Bojowej „Reinefarth”.

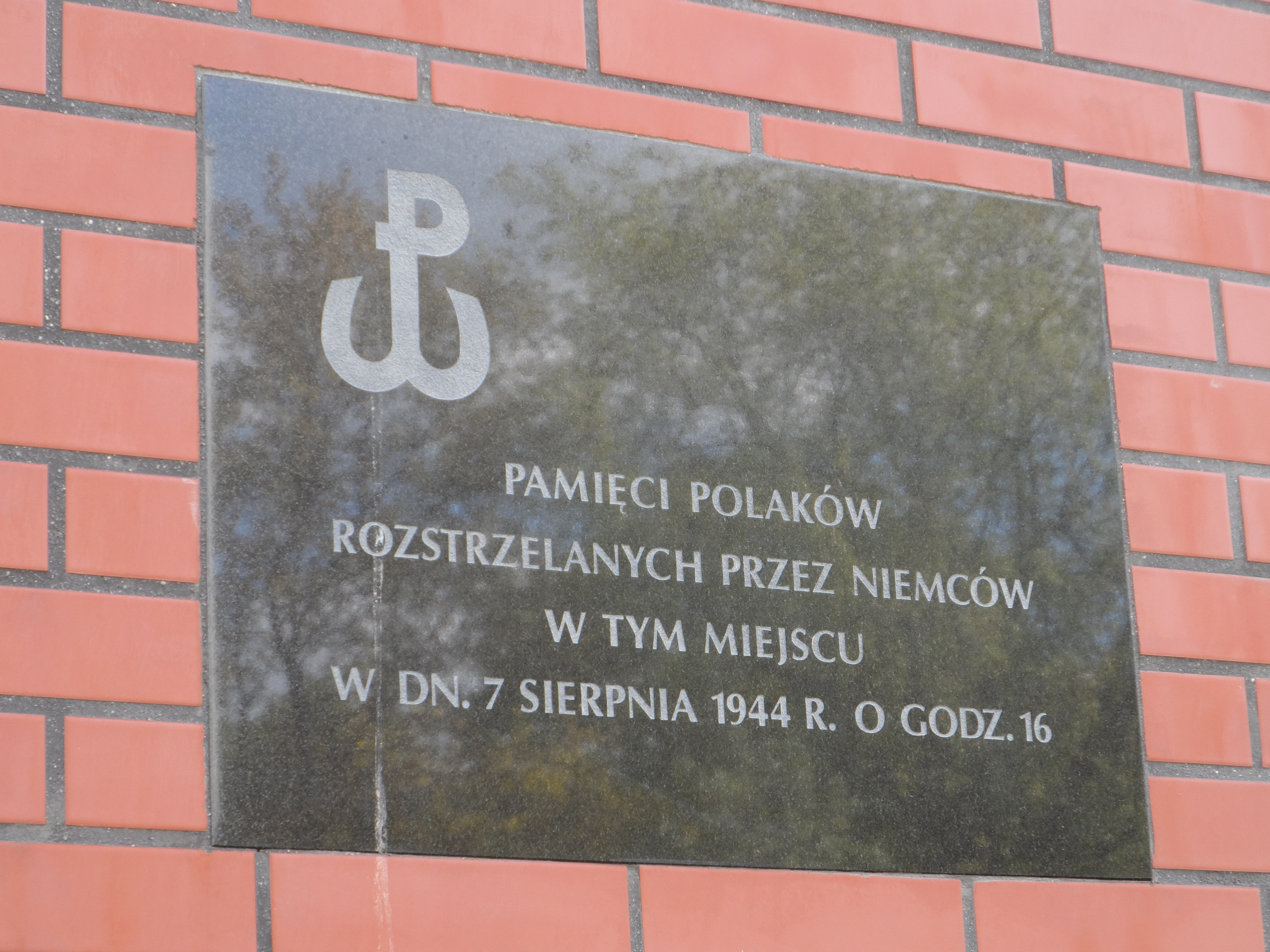
Tablica przy ul. Rydygiera 7 upamiętniająca zamordowanych mieszkańców przedwojennego osiedla baraków dla bezrobotnych

W pierwszych tygodniach powstania Niemcy skoncentrowali swe wysiłki na odblokowaniu głównych warszawskich arterii komunikacyjnych oraz zdobyciu Starego Miasta, stąd też nie podejmowali poważniejszych działań zaczepnych na kierunku żoliborskim. Już od pierwszych dni sierpnia rozbudowywali natomiast swoje umocnienia w rejonie Dworca Gdańskiego, Instytutu Chemicznego oraz wzdłuż linii kolei obwodowej, a także wzmacniali ich załogi. Przystąpili również do oczyszczania przedpola poprzez niszczenie zabudowy mieszkalnej, czemu towarzyszyły liczne zbrodnie na ludności cywilnej. 6 sierpnia z domów w pobliżu Dworca Gdańskiego wypędzono polskich mieszkańców, których następnie zmuszono do pracy przy rozbieraniu powstańczych barykad. Gdy część cywilów podjęła próbę ucieczki na teren kontrolowany przez powstańców, niemieccy żołnierze otworzyli ogień, zabijając co najmniej trzy osoby i raniąc wiele innych. 7 lub 8 sierpnia Niemcy spalili osiedle baraków dla bezrobotnych przy ul. Felińskiego, przy czym nieustalonej liczbie mieszkańców nie pozwolono opuścić płonących budynków. Niemcy spacyfikowali także okolice ul. Błońskiej, gdzie rozstrzelali od 50 do 68 Polaków. Słabo uzbrojone oddziały ppłk. „Żywiciela” nie były w stanie podjąć skutecznego przeciwdziałania.
Zdaniem Grzegorza Jasińskiego już 7 sierpnia ppłk. „Wachnowski” podjął decyzję o przeprowadzeniu we współpracy z oddziałami żoliborskimi uderzenia na Dworzec Gdański. W jego ocenie pod tym kątem należy także interpretować działania podejmowane w dniach 7–9 sierpnia przez walczące w rejonie cmentarzy wolskich oddziały Zgrupowania „Radosław” – przez innych historyków oceniane zazwyczaj jako próba odwrotu do Puszczy Kampinoskiej. Przygotowania do zdobycia dworca miały się rozpocząć już 8 sierpnia. Wyniki rozpoznania przeprowadzonego tego dnia przez żołnierzy „Żywiciela” wskazywały, iż dworca broni ok. 40 niemieckich żołnierzy dysponujących wsparciem pociągu pancernego i wagonu-lory z działem. Załoga dworca mogła także w razie potrzeby zostać wsparta ogniem artylerii i broni maszynowej z Cytadeli, Burakowa, Instytutu Chemicznego oraz Parku im. Traugutta. W świetle tych informacji ppłk. „Żywiciel” uznał, że nawet opanowanie zabudowań dworca nie pozwoli na utrzymanie naziemnego korytarza między Żoliborzem a Starówką. Niemniej dowództwo Grupy „Północ” postanowiło przeprowadzić uderzenie siłami ok. 300 żołnierzy z batalionów „Czata 49” i „Miotła” oraz plutonu por. „Olszyny”. Natarcie zaplanowane na noc 8/9 sierpnia nie doszło jednak do skutku – jak podano w oficjalnym meldunku „z przyczyn organizacyjno-technicznych”. Grzegorz Jasiński przypuszczał, iż o odłożeniu ataku zdecydował samowolnie ppłk. Jan Mazurkiewicz ps. „Radosław”, być może ze względu na przemęczenie żołnierzy oraz złe przygotowanie logistyczne natarcia.
Kolejny termin natarcia wyznaczono na 9 sierpnia na godz. 22:00. Dowódca Grupy „Północ” planował, iż w ataku wezmą udział zarówno żołnierze oddziałów wolsko-staromiejskich („Czata 49”, „Leśnik”, część Batalionu „Chrobry I”), jak też żoliborskie Zgrupowanie „Żaglowiec”. Podpułkownik „Żywiciel”, który sceptycznie oceniał szanse powodzenia, podjął próbę skłonienia płk. „Wachnowskiego” do przełożenia natarcia o kolejny dzień – jednakże bez skutku. Ostatecznie z bliżej niewyjaśnionych przyczyn polskie działania zaczepne przybrały bardzo skromną formę. Od strony Powązek i Starego Miasta uderzyły bowiem wydzielony pododdział z Batalionu „Czata 49”, który nacierał w kierunku zabudowań dworca, oraz część Batalionu „Chrobry I” i 20-osobowa grupa ppor. „Jaronia” z oddziału „Leśnik”, które podjęły próbę związania walką niemieckich stanowisk w Parku im. Traugutta. Grzegorz Jasiński twierdził, iż wobec silnego ognia granatników i broni maszynowej oraz zagrożenia stwarzanego przez pociąg pancerny polscy żołnierze musieli się wycofać, nie nawiązując bezpośredniej walki z nieprzyjacielem. Z kolei w oficjalnym meldunku podano, iż powstańcy dotarli do zabudowań dworca, których z powodu złej jakości benzyny nie udało się jednak podpalić. W trakcie walki polscy żołnierze mieli za cenę kilku rannych zdobyć jeńca oraz trochę broni, a także zabić lub zranić kilkunastu Niemców. W tym samym czasie po drugiej stronie torów przystąpił do akcji żoliborski pluton 205, lecz na rozkaz kpt. „Żaglowca” jego żołnierze ograniczyli się do ostrzelania pozycji nieprzyjaciela.
Mimo dotychczasowych niepowodzeń „Wachnowski” nie miał zamiaru rezygnować z wywalczenia korytarza między Starym Miastem a Żoliborzem. Rosnący niemiecki nacisk na Starówkę uniemożliwiał jednak tamtejszym oddziałom AK podjęcie poważniejszych działań zaczepnych. Z kolei oddziały żoliborskie były zbyt nieliczne i słabo uzbrojone, aby samodzielnie przełamać niemiecką barierę. Co prawda w nocy 12/13 sierpnia płk „Monter” rozkazał Grupie „Północ” wywalczyć w ciągu następnego dnia trzy przejścia na linii kolei obwodowej, lecz komendant powstańczego Żoliborza zakwestionował ten rozkaz, wskazując na brak odpowiednich sił i środków. „Żywiciel” zaproponował natomiast przeprowadzenie wspólnego uderzenia oddziałów żoliborskich i staromiejskich na najsłabszy odcinek niemieckiej obrony – tj. na Instytut Chemiczny oraz stanowiska niemieckiej artylerii przeciwlotniczej na Burakowie. Pomysł ten nie został jednak zaakceptowany przez powstańcze dowództwo. W rezultacie działania mające na celu przełamanie niemieckich umocnień wzdłuż linii kolei obwodowej zostały odłożone do czasu nadejścia odsieczy z Puszczy Kampinoskiej.

## Odsiecz z Puszczy Kampinoskiej

### Działania oddziałów kampinoskich w pierwszej połowie sierpnia
Powstanie objęło również Puszczę Kampinoską, gdzie do walki przystąpiły oddziały VIII Rejonu „Łęgów” Obwodu VII „Obroża” Okręgu Warszawskiego AK, dowodzone przez kpt. Józefa Krzyczkowskiego ps. „Szymon”. Po zakończeniu mobilizacji w lipcu 1944 Rejon „Łęgów” mógł wystawić dwa bataliony piechoty o sile pięciu kompanii pierwszej linii, przy czym liczba uzbrojonych żołnierzy nie przekraczała 440. Szczęśliwie dla strony polskiej układ sił w Puszczy Kampinoskiej uległ jednak diametralnej zmianie pod koniec lipca 1944, gdy w Dziekanowie Polskim stanęło Zgrupowanie Stołpecko-Nalibockie AK przybyłe z Puszczy Nalibockiej na Kresach Wschodnich. Liczyło ono 861 dobrze uzbrojonych żołnierzy, a na jego czele stał por. Adolf Pilch ps. „Góra”/„Dolina” – „cichociemny”, doświadczony partyzant prowadzący od jesieni 1943 walkę z Niemcami i partyzantką sowiecką.
W myśl planów powstańczych głównym zadaniem VIII Rejonu miało być opanowanie lotniska bielańskiego. Dwa ataki przeprowadzone w dniach 1–2 sierpnia zakończyły się jednak porażką i poważnymi stratami. Ciężko ranny został m.in. kpt. „Szymon”, poległo lub zostało rannych także kilku innych oficerów. Zużyto ponadto większość amunicji. Oddziały VIII Rejonu były zmuszone wycofać się w głąb Puszczy Kampinoskiej, tj. w rejon wsi Wiersze, Truskawka, Janówek i Krogulec. Tam 3 sierpnia na bazie „starych” oddziałów VIII Rejonu oraz jednostek zgrupowania nalibockiego utworzony został Pułk AK „Palmiry-Młociny”. Tego samego dnia ciężko ranny kpt. „Szymon” przekazał por. „Dolinie” dowodzenie pułkiem „w czasie akcji bojowej”, rezerwując dla siebie „wyznaczanie zadań bojowych i kierownictwo ogólne”. Do Puszczy Kampinoskiej zaczęli wkrótce napływać pojedynczy żołnierze oraz niewielkie oddziały z różnych dzielnic Warszawy, które opuściły miasto po niepowodzeniu pierwszych polskich natarć w godzinie „W”. Docierali tam również żołnierze z sąsiednich rejonów i obwodów. Między innymi już 2 sierpnia do oddziałów VIII Rejonu dołączyła kompania AK z Wierszy pod dowództwem por. Franciszka Wiszniowskiego ps. „Jurek” (formalnie wchodziła ona w skład Podokręgu Zachodniego AK „Hajduki”). Dwa dni później do puszczy dotarł oddział por. Mariana Olszewskiego ps. „Maryś” z Obwodu III „Wola”, złożony z około 100 żołnierzy – w większości nieuzbrojonych. 4 sierpnia przybyło także ok. 160 żołnierzy Rejonu III „Bielany” Obwodu „Żoliborz”, których dowódca kpt. Władysław Nowakowski ps. „Serb” odmówił jednak podporządkowania się komendzie VIII Rejonu. Na bazie napływających wciąż do puszczy oddziałów utworzono w połowie sierpnia partyzanckie zgrupowanie o nazwie Grupa „Kampinos”.
Dowództwo AK wiązało duże nadzieje z obecnością silnego partyzanckiego zgrupowania w Puszczy Kampinoskiej. 7 sierpnia do kpt. „Szymona” wysłane zostały dwa rozkazy podpisane przez szefa oddziału operacyjnego KG AK ppłk. Józefa Szostaka ps. „Filip”. W myśl tych rozkazów „Szymonowi” podporządkowano wszystkie oddziały AK działające na terenie puszczy, a także sąsiedni VII Rejon „Jelsk” Obwodu „Obroża”. Jednocześnie „Szymonowi” rozkazano pilnie sformować oddział złożony z najbardziej wypróbowanych żołnierzy i oficerów, a następnie skierować go w rejon cmentarzy wolskich z zadaniem nawiązania kontaktu z walczącym tam Zgrupowaniem „Radosław”. Oddziały kampinoskie miały także prowadzić działania dywersyjne na szosie Warszawa – Modlin oraz na północnych obrzeżach stolicy.
Rozkazy dowództwa dotarły do „Szymona” dopiero 8 sierpnia w godzinach popołudniowych, tj. gdy oddziały Pułku „Palmiry-Młociny” po próbie zablokowania szosy między Lesznem a Babicami zakończyły odwrót w rejon Wierszy. Co więcej, wieczorem poprzedniego dnia kpt. Stanisław Nowosad ps. „Dulka” bez porozumienia z dowództwem rozwiązał „kampinoski” batalion piechoty, na skutek czego siły pułku stopniały z 2 tys. żołnierzy do około 1400. W tych okolicznościach „Szymon” uznał, że ze względu na zmęczenie żołnierzy oraz niedostatek broni i amunicji natychmiastowe wykonanie rozkazu KG AK jest niemożliwe. Wysłanie odsieczy dla Warszawy postanowił odłożyć do czasu odebrania alianckich zrzutów z bronią i amunicją, a por. „Dolinie” nakazał przeprowadzić wcześniej dokładne rozpoznanie okolic Powązek. W nocy 9/10 sierpnia oraz 10/11 sierpnia odebrano pierwsze zrzuty, co pozwoliło znacznie dozbroić puszczańskie oddziały AK. Dowódca VIII Rejonu uważał jednak, że jego oddziały nadal nie są gotowe by wyruszyć na odsiecz stolicy. Oceniał ponadto, że ich przedwczesne rzucenie do walki stanowić może co najwyżej demonstrację – nie zaś realne wsparcie dla powstania. W tym przekonaniu utwierdziły „Szymona” wyniki rozpoznania, które wskazywały, że oddziały „Radosława” wycofały się już z rejonu cmentarzy wolskich. W ocenie gen. Albina Skroczyńskiego „Szymon” stracił jednak w tych dniach „jedyną dobrą okazję okazania skutecznej pomocy odciętej Starówce i stworzenia warunków uzyskania łączności taktycznej z resztą miasta”.
Niewykonanie przez „Szymona” rozkazu uderzenia na Powązki wywołało niezadowolenie powstańczego dowództwa. Postanowiło ono skierować do Puszczy Kampinoskiej bojowego i energicznego oficera z zadaniem zaktywizowania miejscowych oddziałów AK (takie rozwiązanie sugerował zresztą dowództwu sam kpt. „Szymon”). Wybór padł na mjr. Alfonsa Kotowskiego ps. „Okoń”, dotychczasowego dowódcę Batalionu „Pięść”. W rozkazie z 9 sierpnia płk „Wachnowski” wyznaczył „Okonia” na stanowisko dowódcy „oddziału »Szymona«”, rozkazując mu jednocześnie zorganizować w Puszczy Kampinoskiej odsiecz dla Warszawy, a następnie przeprowadzić odciążające uderzenie na Parysów lub Koło (przez cmentarze powązkowskie). „Okoń” miał także dążyć do połączenia ze Zgrupowaniem „Radosław” walczącym w rejonie Okopowa – Stawki oraz „szukać łączności z oddziałami podokręgu »Hallerowo«, których dowódca otrzymał podobne zadanie”. 12 sierpnia „Okoń” wraz z dziesięcioma towarzyszami rozpoczął wyprawę do Puszczy Kampinoskiej. Podczas dwóch prób przejścia kanałami na Żoliborz jego grupa napotkała jednak na szereg przeszkód i straciwszy w różnych okolicznościach trzech żołnierzy, wyszła na powierzchnię w pobliżu Dworca Gdańskiego. Tam major i jego żołnierze wpadli w ręce Niemców i tylko dzięki szczęśliwemu przypadkowi udało im się uniknąć rozstrzelania. Ostatecznie cała grupa trafiła do transportu z uciekinierami pochodzenia ukraińskiego, zmierzającego do obozu przejściowego w Pruszkowie. Podczas postoju na Dworcu Zachodnim „Okoń” przekupił polskich kolejarzy, dzięki czemu wraz z dwoma żołnierzami i łączniczką zdołał uciec z pociągu. Na skutek tych perypetii major dotarł do oddziałów Grupy „Kampinos” dopiero nocą 15/16 sierpnia.

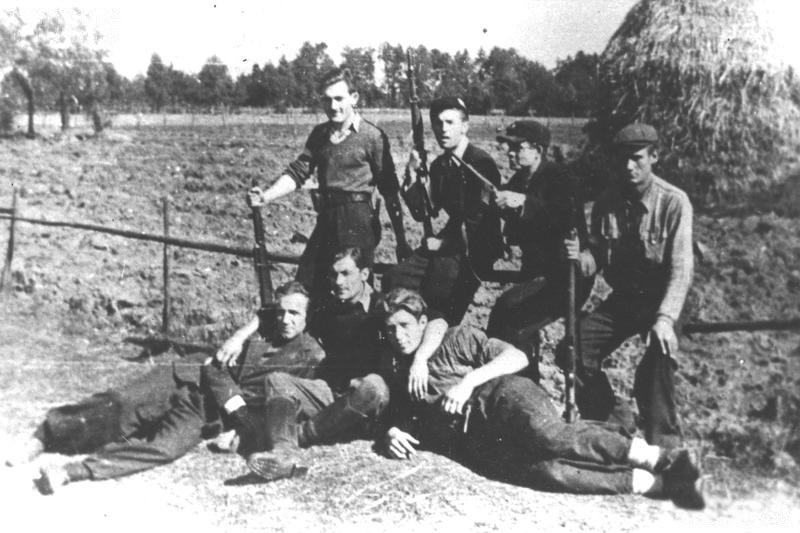
Żołnierze tzw. batalionu sochaczewskiego Grupy „Kampinos”, wywodzący się z Podokręgu Zachodniego AK „Hajduki”

W czasie gdy „Okoń” zmierzał do Puszczy Kampinoskiej, wśród obecnych w puszczy oficerów wybuchł poważny spór kompetencyjny. O ile bowiem wschodnia część puszczy, należąca terytorialnie do przedwojennego powiatu warszawskiego, stanowiła część terytorium Obwodu „Obroża” Okręgu Warszawskiego AK, o tyle pozostała część puszczy – w tym jej obszar centralny, gdzie kwaterowały oddziały Grupy „Kampinos” – znajdowała się na terenie przedwojennych powiatów sochaczewskiego i błońskiego, które wchodziły w skład Podokręgu Zachodniego Obszaru Warszawskiego AK (kryptonimy „Hallerowo”/„Hajduki”). Już w okolicach 6–7 sierpnia komendant podokręgu „Hajduki”, ppłk Franciszek Jachieć ps. „Roman”, skierował depeszę radiową do KG AK, w której wnioskował o przekazanie pod jego dowództwo czterech zachodnich rejonów Obwodu „Obroża”, w tym VIII Rejonu. KG AK ustosunkowała się negatywnie do tej propozycji, a w międzyczasie dowódca Obszaru Warszawskiego, gen. Albin Skroczyński ps. „Łaszcz”, rozkazał „Romanowi”, aby na bazie podległych sobie struktur „Hajduków” zorganizował i skierował na odsiecz Warszawie co najmniej dwa bataliony piechoty (jeden na Żoliborz, drugi na Mokotów). Początkowo na bazie Obwodu „Sochaczew” zorganizowano jednak tylko jedną kompanię pod dowództwem kpt. Wilhelma Kosińskiego ps. „Mścisław”, która wyruszyła do Wierszy 10 sierpnia. Oddziałowi towarzyszył inspektor Inspektoratu Skierniewice AK ppłk Ludwik Wiktor Konarski ps. „Wiktor”/„Victor”, który z upoważnienia ppłk. „Romana” podjął próbę podporządkowania sobie wszystkich oddziałów kampinoskich. „Victor” i „Roman” powoływali się przede wszystkim na przedpowstaniowe wytyczne KG AK, które przewidywały, że wszystkie oddziały partyzanckie przybyłe z obcych terenów są zobowiązane podporządkować się właściwemu komendantowi terenowemu. „Szymon” i „Dolina” wskazując na otrzymane przed kilkoma dniami rozkazy KG AK, stanowczo odmówili podporządkowania się komendzie „Hajduków”. „Szymon” zgłosił natomiast gotowość przekazania dowództwa ppłk. Ludomirowi Wysockiemu ps. „Mróz” – komendantowi Podokręgu Północnego „Tuchola”, który wraz ze swoimi sztabowcami pozostawał odcięty od macierzystego okręgu i przebywał w rejonie Legionowa.
12 sierpnia ppłk. „Victor” powrócił do kwatery głównej „Hajduków” w Milanówku. Tam podczas narady sztabu podokręgu postanowiono wystawić na bazie obwodów „Sochaczew” i „Błonie” dobrze uzbrojony batalion w sile co najmniej 400 żołnierzy, a następnie pod dowództwem „Victora” skierować go na odsiecz Warszawie. Postanowiono także podjąć kolejną próbę podporządkowania oddziałów VIII Rejonu. 13 sierpnia „Victor” ponownie wyruszył do Wierszy, gdzie dotarł dwa dni później. 15 sierpnia ppłk. „Roman” wysłał „Victorowi” wiadomość, w której informował, że oddaje do jego dyspozycji wszystkie uzbrojone oddziały z obwodów „Błonie” i „Sochaczew”, a jednocześnie potwierdzał rozkaz przejęcia dowództwa nad Grupą „Kampinos”. Gdyby „Dolina” nie podporządkował się „Victorowi”, należało go pozbawić dowództwa i postawić przed sądem wojennym. Podpułkownik Konarski nie zdołał jednak odebrać tego rozkazu przed wymarszem z odsieczą dla stolicy.

### Pierwsza próba odsieczy
Pułkownik „Wachnowski” nie mając łączności z „Okoniem” i nie wiedząc o trudnościach, które napotkał on podczas prób przejścia na Żoliborz, postanowił nie czekając na dalszy rozwój wypadków zmusić oddziały kampinoskie do natychmiastowego wyruszenia z odsieczą Warszawie. Po południu 13 sierpnia skierował do puszczy czterech oficerów łącznikowych pod dowództwem por. Stanisława Jankowskiego ps. „Agaton” z poleceniem nawiązania kontaktu z kpt. „Szymonem”. 15 sierpnia około godz. 1:00 w nocy łącznicy dotarli do zakładu dla ociemniałych w Laskach, gdzie od 2 sierpnia przebywał ranny w nogę dowódca VIII Rejonu. Tymczasem 14 sierpnia w godzinach popołudniowych „Wachnowski” wysłał depeszę radiową do „Szymona”, w której informował o przekazaniu mjr. „Okoniowi” dowództwa nad oddziałami puszczańskimi i zapowiadał, że oficerowie łącznikowi KG AK oczekiwać będą na portierni zakładu dla ociemniałych od północy 15 sierpnia. Dowódca Grupy „Północ” rozkazał również kpt. „Szymonowi”, aby w razie nieobecności mjr. „Okonia” wydzielił z szeregów Grupy „Kampinos” wszystkich uzbrojonych żołnierzy i sformowany w ten sposób oddział uderzeniowy przerzucił w rejon cmentarzy wolskich, skąd „leśni” mieli następnie uderzyć w dwóch kierunkach:
- z Cmentarza Powązkowskiego na Stawki, z zadaniem opanowania Muranowa i nawiązania łączności z broniącymi się w tym rejonie oddziałami staromiejskimi.
- z cmentarzy żydowskiego i ew. ewangelicko-augsburskiego, z zadaniem opanowania północnego fragmentu ul. Okopowej (na odcinku od ul. Dzikiej do ul. Dzielnej).

14 sierpnia radiostacja Grupy „Kampinos” odebrała również depeszę gen. „Bora” nadaną otwartym tekstem do wszystkich oddziałów AK, której treść była następująca:

Walka o Warszawę przeciąga się. Prowadzona jest przeciw wielkiej przewadze nieprzyjaciela. Położenie wymaga niezwłocznego marszu na pomoc Stolicy. Nakazuję skierować natychmiast najbardziej pospiesznymi marszami wszystkie rozporządzalne dobrze uzbrojone jednostki z zadaniem bicia sił nieprzyjaciela znajdujących się na peryferiach i przedmieściach Warszawy i wkroczenie do walki wewnątrz miasta.

Otrzymawszy powyższe rozkazy „Szymon” niezwłocznie przystąpił do organizowania oddziału uderzeniowego. Mimo wyraźnych poleceń „Wachnowskiego” uznał jednak, że nie może odesłać do Warszawy wszystkich uzbrojonych żołnierzy. W jego ocenie marnotrawstwem sił i środków byłoby skierowanie do walk ulicznych zaprawionej w bojach kawalerii nalibockiej, skutecznie „szarpiącej” dotąd oddziały nieprzyjaciela. Co więcej, po odejściu wszystkich uzbrojonych żołnierzy Niemcy mogliby z łatwością zniszczyć Grupę „Kampinos”, a wówczas przestałoby istnieć nie tylko partyzanckie zgrupowanie wiążące znaczne siły wroga, lecz również sprawnie funkcjonująca baza zrzutowo-odbiorcza. Ostatecznie decyzją „Szymona” w puszczy pozostało ok. 500 uzbrojonych żołnierzy, w tym cała kawaleria, sztab Pułku „Palmiry-Młociny” oraz batalion piechoty „kampinoskiej”. Do Warszawy wyruszyły natomiast:
- zgrupowanie pod dowództwem kpt. Władysława Nowakowskiego ps. „Serb”, złożone z ok. 160 żołnierzy Rejonu III Obwodu „Żoliborz”.
- kompania pod dowództwem kpt. Wilhelma Kosińskiego ps. „Mścisław”, w której szeregach znajdowało się ok. 110–150 żołnierzy z Podokręgu „Hajduki” (nazywana potocznie „kompanią sochaczewską”).
- batalion piechoty pod dowództwem por. Witolda Pełczyńskiego ps. „Witold” wydzielony z Pułku „Palmiry-Młociny”. Oddział liczył ponad 450 żołnierzy, a w jego skład wchodziły:[111]
  - kilkunastoosobowy poczet dowódcy.
  - 1 kompania pod dowództwem por. Franciszka Baumgarta ps.„Dan”. Liczyła ona 150 żołnierzy – w większości kresowiaków z dawnego Zgrupowania Stołpecko-Nalibockiego. Wyjątek stanowiło pod tym względem ok. 50 żołnierzy z plutonu por. Kazimierza Nowaka ps. „Andrzej”, wywodzących się z Rejonu II „Marymont” Obwodu „Żoliborz”.
  - 2 kompania pod dowództwem por. Henryka Czerwca ps. „Jaskólski”. Liczyła ona 150 żołnierzy. Byli to w większości kresowiacy z dawnego Zgrupowania Stołpecko-Nalibockiego, choć w szeregach oddziału znalazło się także ok. 30 żołnierzy wywodzących się spoza środowiska nalibockiego – w tym członkowie młodzieżowej drużyny kpr. Tadeusza Zaleskiego ps. „Wir”. Kadrę dowódczą kompanii tworzyli przede wszystkim oficerowie wywodzący się z Obwodu III „Wola”, którzy w pierwszych dniach sierpnia przybyli do puszczy wraz z oddziałem por. „Marysia”.
  - 3 kompania pod dowództwem ppor. Józefa Krzywickiego ps. „Prawdzic”. Liczyła ona 150 żołnierzy – w większości kresowiaków z dawnego Zgrupowania Stołpecko-Nalibockiego. Wyjątek stanowiła pod tym względem drużyna plut. Fabiana Rafalskiego ps. „Fab”, w której obok kilku mieszkańców Warszawy znalazło się również kilku zbiegłych jeńców sowieckich oraz dwóch Holendrów (dezerterów z Wehrmachtu).

W szeregach oddziałów skierowanych na odsiecz Warszawie znalazło się co najmniej 720 żołnierzy. Dzięki alianckim zrzutom byli oni dobrze uzbrojeni. W batalionie por. „Witolda” na każdą drużynę przypadał: 1 rkm, 1 pistolet maszynowy, 8 karabinów, 2 pistolety i 10 granatów. Na każdy pluton przypadał dodatkowo 1 granatnik PIAT i 2 pistolety maszynowe, a na każdą kompanię – 1 ckm oraz 1 moździerz. Na każdy rkm przypadało 1500 sztuk amunicji, na pistolet maszynowy – 700 sztuk, na granatnik PIAT – 18 pocisków, na moździerz – 30 pocisków. Strzelcy dysponujący karabinami otrzymali po 200 naboi. Podobnie wyposażone były kompania sochaczewska oraz zgrupowanie kpt. „Serba”. Wielu żołnierzy niosło ze sobą dodatkowe przydziały amunicji i granatów dla obrońców Starówki. Wobec perspektywy walk ulicznych „leśnym” kompaniom z batalionu „Witolda” częściowo przydzielono „warszawską” kadrę dowódczą, a także uzupełniono ich szeregi pewną liczbą żołnierzy pochodzących z miasta lub z jego przedmieść. Za przewodników służyć mieli czterej łącznicy KG AK pod dowództwem por. „Agatona”.
15 sierpnia o godz. 13:00 w zakładzie dla ociemniałych w Laskach rozpoczęła się narada, która szybko przerodziła się w „długą i bardzo nieprzyjemną dyskusję”. Po latach jej uczestnicy przedstawiali rozbieżne wersje, co do przyczyn i przebiegu konfliktu. „Szymon” i „Dolina” twierdzili, iż najważniejszym punktem spornym stała się kwestia dowodzenia nad oddziałami odsieczy. Ten pierwszy miał bowiem zaproponować, aby to por. „Witold” jako doświadczony partyzant oraz dowódca największego oddziału poprowadził odsiecz do Warszawy, podczas gdy ppłk „Victor” miał się domagać, aby to jemu jako najstarszemu stopniem oficerowi zostało podporządkowane całe zgrupowanie. Z kolei „Victor” utrzymywał, iż przedmiotem sporu była nie tyle kwestia dowodzenia, ile zadań stojących przed oddziałami odsieczy. Podczas narady miał on bowiem dać wyraz przekonaniu, iż uderzenie na Stawki i Wolę – w nocnych ciemnościach, podzielonymi siłami, bez wcześniejszego rozpoznania pozycji nieprzyjaciela – jest akcją „nieprzemyślaną i beznadziejną”, a jej wykonanie stanowić będzie co najwyżej „akt rozpaczy” i „z góry przegraną walkę”. Odnośnie do kwestii dowodzenia miał jedynie napomknąć, iż kierowania akcją powinien się podjąć jeden oficer, „nie wskazując kto nim ma być i nie stawiając swojej kandydatury”. „Szymon” miał natomiast domagać się literalnego wykonania rozkazu płk. „Wachnowskiego”, sugerując przy tym, aby jedna kolumna pod dowództwem „Victora” uderzyła na Stawki i nawiązała łączność z obrońcami Muranowa, a druga pod dowództwem „Witolda” opanowała północny odcinek ul. Okopowej. Ostatecznie postanowiono, iż odsiecz wyruszy pod ogólnym dowództwem ppłk. „Victora”, przy czym po dotarciu w rejon Powązek oddziały będą wykonywać zadania samodzielnie. W przypadku, gdyby kolumnie udało się niepostrzeżenie dotrzeć do Warszawy oraz nawiązać kontakt z oddziałami staromiejskimi, oddziały polskie miały w sprzyjających warunkach przeprowadzić rozpoznanie walką w rejonie Stawek.
Polskie oddziały wyruszyły z Lasek 15 sierpnia o godz. 22:00. Trasa marszu wiodła w pobliżu wsi Mościska, Gać i Parysów. Za pośrednictwem łącznika „Szymon” poinformował ppłk. „Żywiciela”, że nad ranem 16 sierpnia oddziały kampinoskie uderzą w kierunku Starego Miasta (wiadomość ta dotarła do płk. „Wachnowskiego” dopiero rankiem 16 sierpnia). Po latach ppłk. „Victor” relacjonował, iż polskie oddziały były uformowane w cztery kolumny poruszające się w odstępach 120–150 metrów. Lewą skrajną kolumnę stanowić miało zgrupowanie kpt. „Serba”, lewą środkową kolumnę – kompania ppor. „Prawdzica”, prawą środkową kolumnę – kompania sochaczewska kpt. „Mścisława”, której towarzyszył sam „Victor”, a prawą skrajną kolumnę – dwie pozostałe kompanie z batalionu por. „Witolda”. Czoło i skrzydła były osłaniane przez patrole. Co godzinę urządzano postój celem utrzymania kontaktu pomiędzy wszystkimi kolumnami. Noc była stosunkowo jasna, a widoczność sięgała ok. 100 metrów. Po drodze nie napotkano na żadne przeciwdziałanie ze strony Niemców, niemniej w szyki polskiego zgrupowania wkradło się wkrótce zamieszanie. W niejasnych okolicznościach od głównych sił odłączyło się zgrupowanie kpt. „Serba”, które następnie samodzielnie przeszło na powstańczy Żoliborz.

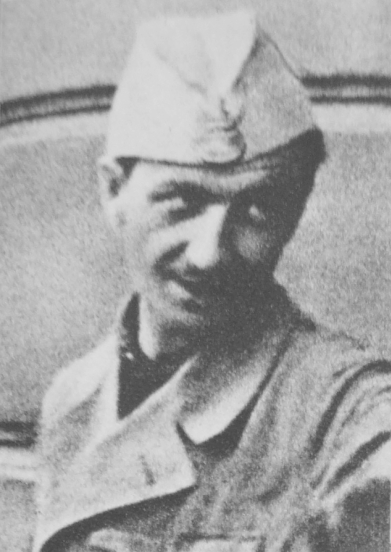
Porucznik Stanisław Jankowski ps. „Agaton”

Tymczasem około godz. 1:00 w nocy pozostałe oddziały dotarły w rejon cmentarza wojskowego na Powązkach. Od schwytanego przypadkiem niemieckiego motocyklisty dowiedziano się, iż w odległym o kilkaset metrów wolno stojącym budynku kwateruje oddział niemieckich pionierów pancernych. Wysłany patrol ustalił, iż Niemcy zabarykadowali się w budynku, obok którego stoi zaparkowanych ok. 14–20 samochodów pancernych (z zaryglowanymi włazami). Młodsi oficerowie nalegali na ppłk. „Victora” by wydał rozkaz ataku, gdyż ich zdaniem powstała unikalna szansa, aby zniszczyć nieprzyjacielski oddział i zdobyć kilkanaście nieuszkodzonych samochodów pancernych. „Victor” uznał jednak, że rozbicie nieprzyjaciela nie będzie możliwe bez zaciekłej walki, a wobec braku informacji na temat rozlokowania innych niemieckich oddziałów, atak będzie zbędnym ryzykiem i „fajerwerkiem dla zadokumentowania zuchwalstwa”. Na temat dalszego przebiegu wydarzeń istnieją rozbieżne relacje. Porucznik „Agaton” twierdził, iż „Victor” zrezygnowawszy z ataku, nakazał obejście cmentarza, lecz cywilna przewodniczka odmówiła dalszego prowadzenia kolumny. „Victor” miał wówczas nakazać odwrót do Puszczy Kampinoskiej, co wobec zbliżającego się świtu groziło, iż polskie oddziały znajdą się na otwartym polu pod ogniem niemieckiej artylerii z Burakowa i Fortu Bema. W tych okolicznościach „Agaton” miał samorzutnie przejąć dowodzenie i bez sprzeciwu „Victora” bądź innych oficerów poprowadzić żołnierzy na Żoliborz. Z kolei ppłk. Konarski twierdził, iż postanowił zawrócić oddziały na zachód wyłącznie w celu wyminięcia Niemców i doprowadzenia żołnierzy do Warszawy, o czym jego oficerowie mieli być dobrze poinformowani. Ostatecznie polska kolumna unikając kontaktu z nieprzyjacielem, miała dotrzeć pod wodzą „Victora” na Żoliborz. W nocnych ciemnościach zgubiły jednak drogę i powróciły do puszczy: kompania ppor. „Prawdzica” (w całości), plutony podporuczników „Mata” i „Janusza” z kompanii por. „Jaskólskiego”, a także część kompanii sochaczewskiej. Do stolicy dotarły jedynie: zgrupowanie kpt. „Serba”, kompania por. „Dana” (w całości), por. „Jaskólski” wraz z jednym plutonem swojej kompanii oraz kpt. „Mścisław” wraz z częścią kompanii sochaczewskiej (razem od 400 do 460 żołnierzy). Po przybyciu na Żoliborz młodsi oficerowie oskarżyli „Victora” o nieudolność i tchórzostwo, a niedługo później szef sztabu Komendy Głównej Armii Krajowej gen. Tadeusz Pełczyński ps. „Grzegorz”, nakazał mu powrót do macierzystego okręgu, nie wyciągając jednakże wobec niego żadnych konsekwencji służbowych. Przebieg nieudanego wypadu, a w szczególności rola, jaką odegrali w tych wydarzeniach ppłk. „Victor” i por. „Agaton”, budziły przez lata kontrowersje wśród historyków i weteranów.
Tymczasem nad ranem 16 sierpnia oddziały żoliborskie i staromiejskie daremnie oczekiwały na odgłosy walki od strony Stawek. Spodziewając się, iż na Żoliborz przejdą wkrótce kolejne oddziały Grupy „Kampinos”, płk. „Wachnowski” postanowił rozpocząć działania zaczepne na północnym odcinku obrony staromiejskiej. W myśl jego planów staromiejskie Zgrupowanie „Paweł” miało podjąć nocą 16/17 sierpnia próbę odbicia magazynów na Stawkach, podczas gdy żoliborskie oddziały ppłk. „Żywiciela” otrzymały zadanie związania sił nieprzyjaciela w rejonie Dworca Gdańskiego. Ze względu na fakt, że „Wachnowski” nie posiadał bezpośredniej łączności z Żoliborzem (kontakt radiowy utrzymywano via Londyn) nie udało się prawidłowo skoordynować akcji. Wieczorem 16 sierpnia do sztabu ppłk. „Żywiciela” dotarł niespodziewanie rozkaz „Wachnowskiego”, odwołujący operację. Tymczasem o północy 17 sierpnia oddziały Zgrupowania „Paweł” rozpoczęły uderzenie zgodnie z pierwotnym planem. Na lewym skrzydle, wzdłuż Nalewek, nacierali w kierunku Muranowskiej i Niskiej żołnierze kompanii „Maciek” i „Giewont” z batalionu „Zośka”. Niedługo po wyruszeniu z podstaw wyjściowych polskie natarcie utknęło w ruinach getta pod silnym ogniem Niemców. „Zośkowcy” straciwszy 10 zabitych i 12 rannych byli zmuszeni wycofać się na pozycje wyjściowe. W gronie poległych znalazł się m.in. dowodzący natarciem por. Eugeniusz Stasiecki ps. „Piotr Pomian”. Nieco lepiej powiodło się Polakom na prawym skrzydle, gdzie z podstaw wyjściowych w rejonie ul. Żoliborskiej nacierali żołnierze batalionu „Czata 49” osłaniani przez oddział ppłk. „Leśnika”. Około godz. 0:30 gwałtownym atakiem zdobyto magazyny na Stawkach. W ręce powstańców wpadły dwa samochody, karabin maszynowy, trochę granatów i amunicji. Żołnierze „Czaty” mimo silnego ostrzału nieprzyjaciela utrzymali magazyny przez ponad dwie godziny. Wobec bierności oddziałów żoliborskich i zbliżającego się świtu pozostawanie na Stawkach było bezcelowe, stąd po godzinie 3:00 polski oddział wycofał się na pozycje wyjściowe. Nocna walka kosztowała Batalion „Czata 49” utratę 1 zabitego, 1 zaginionego i 7 rannych.

### Przybycie oddziału „Okonia”

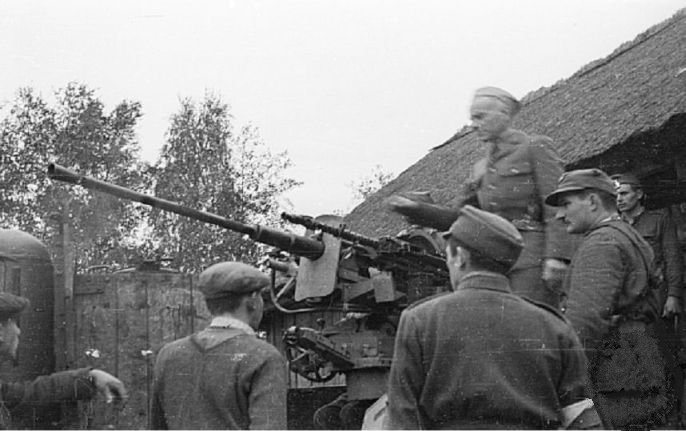
Major Alfons Kotowski ps. „Okoń” wśród żołnierzy Grupy „Kampinos”

Nocą 15/16 sierpnia do Wierszy dotarł mjr „Okoń”. Przystąpił on niezwłocznie do organizowania drugiego rzutu odsieczy dla Warszawy. Wykonanie zadania ułatwiał fakt, iż do Puszczy Kampinoskiej napływali wciąż żołnierze z Podokręgu „Hajduki” oraz z innych rejonów i obwodów. Kolejne alianckie zrzuty umożliwiły także ponowną mobilizację rezerwistów z terenów VIII Rejonu, rozpuszczonych tydzień wcześniej przez kpt. „Dulkę”. W ciągu kilku dni do oddziałów powstańczych zgłosiło ponad 360 ochotników, z czego ok. 80 nie było wcześniej związanych z konspiracją. 16 sierpnia „Okoń” zameldował „Wachnowskiemu”, iż zamierza wznowić działania zaczepne w rejonie cmentarzy wolskich. Tymczasem tego samego dnia dowództwo Grupy „Kampinos” odebrało depesze radiowe od płk. „Montera” i gen. „Bora”. Pierwsza była zaadresowana do mjr. „Okonia” i zawierała polecenie przeprowadzenia oddziałów leśnych na Żoliborz. Druga zaadresowana była do por. „Doliny” i znalazło się w niej następujące wezwanie:

Warszawa krwawi się 15 dni. Wasza bezczynność wskazuje niechęć walki. Nie czekajcie na uzbrojenie po zęby całości sił. Rozkazuję wykonać zadanie ludźmi już uzbrojonymi. Resztę dozbroi się później. Za bezczynność pociągnę dowódców do odpowiedzialności sądowej […]

18 sierpnia „Okoń” w depeszy radiowej poinformował „Wachnowskiego”, że zakończył formowanie oddziału uderzeniowego i jeszcze tego samego dnia o godz. 21:00 będzie gotów wyruszyć do Warszawy. Zaproponował jednocześnie, iż w nocy 19/20 sierpnia jego oddział wraz z „leśnymi”, którzy trzy dni wcześniej przybyli do stolicy, przeprowadzi od strony Żoliborza uderzenie w kierunku Dworca Gdańskiego i remizy tramwajowej na Muranowie. Celem natarcia miało być wywalczenie korytarza, którym oddziały staromiejskie będą się mogły wycofać na Żoliborz. Projekt ten był jednak całkowicie sprzeczny z planami dowódcy Grupy „Północ”, który nie zamierzał rezygnować z obrony Starówki. „Wachnowski” rozkazał „Okoniowi”, aby ze swoim oddziałem przeszedł na Żoliborz i wraz z oddziałami żoliborskimi i staromiejskimi podjął próbę sforsowania linii kolei obwodowej, a następnie opanowania magazynów na Stawkach wraz z pobliskimi wysokimi budynkami. W razie sukcesu część oddziałów miała obsadzić zdobyte obiekty, reszta przejść do dyspozycji dowództwa Grupy „Północ”. O planowanym uderzeniu „Wachnowski” poinformował również ppłk. „Żywiciela” i ppłk. „Pawła”. Następne dni ukazały, iż koordynacja działań pomiędzy polskimi zgrupowaniami na Starym Mieście, Żoliborzu i w Puszczy Kampinoskiej będzie niezwykle trudna, gdyż z powodu fatalnie funkcjonującej łączności rozkazy i meldunki docierały do adresatów z dużym opóźnieniem lub wręcz w ogóle nie były odbierane.
Natarcie zaplanowane na noc 19/20 sierpnia nie doszło do skutku, gdyż „Okoń” wraz ze swoimi żołnierzami wymaszerował z Wierszy dopiero 19 sierpnia w godzinach popołudniowych. Grzegorz Jasiński przypuszczał, iż opóźnienie było spowodowane oczekiwaniem na wyniki negocjacji prowadzonych z dowództwem wojsk węgierskich stacjonujących w pasie oddzielającym Warszawę od Puszczy Kampinoskiej. Do Warszawy wyruszyły tego dnia następujące jednostki:
- trzy kompanie piechoty wystawione przez Pułk „Palmiry-Młociny”. Każda z kompanii składała się z czterech 40-osobowych plutonów.
  - kompania dowodzona przez ppor. Karola Hartfila ps. „War”.
  - kompania dowodzona przez ppor. Józefa Krzywickiego ps. „Prawdzic”.
  - kompania dowodzona przez ppor. NN ps. „Grot”.
- plutony podporuczników „Mata” i „Janusza” z kompanii por. „Jaskólskiego”, które nocą 15/16 sierpnia nie zdołały przedostać się na Żoliborz i powróciły do Puszczy Kampinoskiej. Ich struktura i skład pozostały niezmienione – oba liczyły po 50 żołnierzy.
- kompania piechoty pod dowództwem ppor. Józefa Jodłowskiego ps. „Mazur”, złożona z żołnierzy przybyłych z obwodów „Błonie” i „Sochaczew” Podokręgu „Hajduki”[158]. W zależności od źródeł jej liczebność szacuje się na 102[158][159] lub 160[157] żołnierzy.
- samodzielny pluton pod dowództwem por. Tadeusza Gaworskiego ps. „Lawa”, złożony z ok. 30[160] – 40[161] żołnierzy Wydziału Lotniczego KG AK (tzw. pluton lotniczy). Oddział ten dotarł do Puszczy Kampinoskiej 18 sierpnia[162].

Tym samym „Okoń” dysponował batalionem liczącym do 780 żołnierzy. Edward Bonarowski podawał, iż w oddziałach „Okonia” na ośmioosobową drużynę – w każdym plutonie było ich pięć – przypadał 1 rkm i 1 pistolet maszynowy. Ponadto na każdy pluton przypadał 1 granatnik PIAT, a na każdą kompanię – 1 moździerz i 1 ckm (nieco odmienne dane można znaleźć w innych źródłach). Na czas marszu do Warszawy do batalionu „Okonia” dołączyło jeszcze pięciu żołnierzy i trzy sanitariuszki z plutonu „Felek” Batalionu „Zośka”, którzy 11 sierpnia – po wycofaniu oddziałów Zgrupowania „Radosław” z rejonu cmentarzy wolskich – zostali odcięci od głównych sił macierzystego batalionu i po pięciu dniach przedostali się do Puszczy Kampinoskiej.

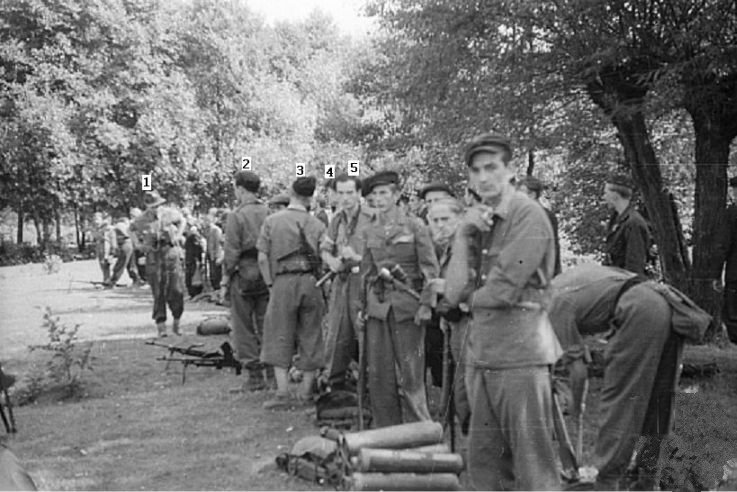
Żołnierze plutonu lotniczego por. „Lawy” wyruszający na odsiecz Warszawie. Wiersze, 19 sierpnia 1944

Wymarsz z Wierszy nastąpił o godzinie 14:00 lub 15:00. Za przewodników ponownie służyli łącznicy KG AK – por. „Agaton” oraz por. Stefan Bałuk ps. „Kubuś”. Do Lasek żołnierze dotarli furami, po czym kontynuowali przemarsz pieszo. Nieopodal wsi Gać i Wawrzyszew (według innych źródeł w Mościskach) oddział „Okonia” natknął się na węgierskie posterunki, lecz po krótkich negocjacjach Honvédzi zgodzili się przepuścić Polaków bez walki. Tej nocy ponownie nie udało się jednak zachować porządku w kolumnie. Na osiedlu Słodowiec żołnierze kompanii sochaczewskiej samowolnie złamali szyk, by ugasić pragnienie wodą z hydrantu. W rezultacie tego nieprzewidzianego postoju kompania (bądź też jej część), a także podążający w straży tylnej pluton lotniczy por. „Lawy” straciły kontakt z resztą kolumny. W poszukiwaniu przejścia na Żoliborz żołnierze obu oddziałów dotarli na Powązki, gdzie natknęli się na niemieckie posterunki. Wobec groźby wykrycia przez nieprzyjaciela ppor. „Mazur” wraz ze swoimi żołnierzami zawrócił do puszczy. „Lawa” postanowił kontynuować poszukiwania, lecz po całonocnym błądzeniu świt zastał jego żołnierzy ponownie na Słodowcu. Pluton znalazł wówczas schronienie w jednym z domów, gdzie żołnierze spędzili cały dzień, z najwyższym trudem unikając wykrycia przez Niemców, którzy właśnie tego dnia przystąpili do palenia osiedla i wysiedlania jego mieszkańców. Ostatecznie pluton lotniczy powrócił do puszczy dopiero 21 sierpnia. Pozostałe pododdziały batalionu „Okonia” dotarły na Żoliborz 20 sierpnia o godz. 4:30, po czym rozlokowały się w blokach WSM przy ul. Suzina, gdzie od czterech dni kwaterowali już „leśni”, którzy przybyli wcześniej z ppłk. „Victorem”.
Próby zorganizowania odsieczy z Puszczy Kampinoskiej nie uszły uwadze niemieckiego wywiadu. Początkowo Niemcy przypuszczali, iż do Warszawy przedzierają się spadochroniarze zrzuceni nad puszczą przez alianckie lotnictwo. Kolejne meldunki były już nieco bardziej precyzyjne. W raporcie z 18 sierpnia Sonderkommando „Spilker” informowało, że trzy dni wcześniej 300 partyzantów z Puszczy Kampinoskiej przedostało się na Żoliborz. Z kolei w dzienniku działań niemieckiej 9 Armii pod datą 21 sierpnia zanotowano: „Ze wschodniej części Puszczy Kampinoskiej […] zauważono ruch posiłków dla powstańców”. Trzy dni później armijny kontrwywiad doniósł natomiast: „Z terenu leśnego na południe od Modlina przeciwnik usiłuje wzmocnić walczących w Warszawie bandytów grupami po około 500 żołnierzy”. Niemcy przeceniali przy tym liczebność Grupy „Kampinos”, szacując ją na ok. 5 tys., a nawet 15 tys. partyzantów.

## Natarcie w nocy z 20/21 sierpnia

### Przygotowania
20 sierpnia na Żoliborzu znajdowało się już 1800 pierwszoliniowych i uzbrojonych żołnierzy AK, w tym od 750 do 940 „leśnych” z Grupy „Kampinos”. Plan opracowany w sztabie ppłk. „Żywiciela” przewidywał, iż nocą 20/21 sierpnia „leśni” osłaniani z obu flanek przez oddziały żoliborskie wywalczą naziemny korytarz między Żoliborzem a powstańczą Starówką. Poszczególnym zgrupowaniom przydzielono następujące zadania:
- sześć kompanii puszczańskich pod dowództwem mjr. „Okonia” miało zdobyć zabudowania Dworca Gdańskiego oraz pobliski odcinek kolei obwodowej, a w dalszej kolejności opanować gmach Agencji Celnej przy ul. Inflanckiej oraz remizę tramwajową na Muranowie. Zakładano, iż połączenie z obrońcami Starówki nastąpi na odcinku ul. Bonifraterskiej. W ślad za „leśnymi” mieli postępować saperzy, których zadaniem było wysadzenie torów[184].
- Zgrupowanie „Żniwiarz” wsparte patrolem saperskim pod dowództwem por. Antoniego Jarosińskiego ps. „Student” miało dotrzeć do torów kolejowych w pobliżu tzw. wiaduktu żoliborskiego przy zbiegu ul. Mickiewicza z ul. gen. Zajączka, po czym wysadzić je w celu zneutralizowania nieprzyjacielskiego pociągu pancernego. Po wykonaniu tego zadania żołnierze mieli wycofać się na podstawy wyjściowe.
- Zgrupowanie „Żaglowiec” ogniem dwóch ckm z gmachu „Poniatówki” miało wesprzeć natarcie „leśnych”. Ponadto plutony 202 i 205 otrzymały zadanie związania walką ogniową nieprzyjacielskich stanowisk w budynku przy ul. gen. Zajączka 7 i na wałach Cytadeli, a pluton 206 miał ubezpieczać natarcie żołnierzy „Okonia” od strony Instytutu Chemicznego.
- Zgrupowanie „Żyrafa” miało związać walką nieprzyjacielskie jednostki obsadzające gmach Instytutu Chemicznego i jego najbliższą okolicę. Ponadto w przypadku, gdyby Niemcy przeprowadzili z okolic Instytutu przeciwnatarcie na prawe skrzydło oddziałów „Okonia”, żołnierze „Żyrafy” mieli ich zatrzymać uderzeniem z lewej flanki.
- Zgrupowanie „Żbik” miało poprzez wysunięcie patroli z bronią maszynową w kierunku Burakowa pozorować natarcie na Instytut Chemiczny oraz stanowiska niemieckiej artylerii na Burakowie. Liczono, iż w ten sposób utrudni się niemieckiej artylerii prowadzenie ognia w kierunku przedpola Dworca Gdańskiego.
- działon moździerzy miał ostrzelać niemieckie stanowiska na szczycie wiaduktu żoliborskiego.
- do kompanii szturmowych „Okonia” przydzielono lekarza i pięć patroli sanitarnych (trzy patrole miały towarzyszyć żołnierzom do linii kolei obwodowej, dwa pozostałe po drugiej stronie torów). Główny punkt sanitarny urządzono w gmachu „Poniatówki”, przy czym na ul. Górskiego miały czekać samochody, które w razie potrzeby rozwoziłyby rannych do pozostałych żoliborskich szpitali i punktów opatrunkowych[185].

20 sierpnia o godz. 20:30 por. „Agaton” wraz z dwoma towarzyszami dotarł kanałami na Stare Miasto, gdzie przekazał „Wachnowskiemu” projekt planu natarcia. Dowódca Grupy „Północ” nie wniósł żadnych poprawek, a „Agaton” zdążył już o 23:00 powrócić na Żoliborz. W międzyczasie „Wachnowski” via Londyn przesłał jeszcze do „Okonia” depeszę radiową, w której informował, że na odgłos strzałów z Żoliborza żołnierze Zgrupowania „Radosław” uderzą naprzeciw oddziałom puszczańskim. Polecił także, by „leśni” zabrali ze sobą jak najwięcej granatów dla obrońców Starówki.
Szerokość pasa natarcia wynosiła tylko 300 metrów, stąd kompanie „Okonia” musiały wyruszyć do ataku w dwóch rzutach, po trzy kompanie każdy. Podczas dwóch odpraw oficerskich zorganizowanych 20 sierpnia, poszczególnym pododdziałom nie przydzielono jednak szczegółowych zadań, nie wskazano też godziny rozpoczęcia natarcia. Poinformowano jedynie, iż żołnierze wyruszą z podstaw wyjściowych w rejonie al. Wojska Polskiego. Uderzenie miało nastąpić w nocy, aby zaskoczyć nieprzyjaciela i złamać jego wolę oporu, gdyż jak ujął to mjr „Okoń”: „Niemiec w nocy to tchórz – na okrzyk »Hurra!« – wieje”. Żołnierzom rozkazano iść jak najciszej i w miarę możliwości nie odpowiadać strzałami w przypadku słabszego ognia nieprzyjaciela. Z gmachu „Poniatówki” natarcie miał wesprzeć ogień dwóch ckm z plutonu 202 „Żaglowca”, a z rejonu ul. gen. Zajączka – ogień dwóch ckm z oddziałów mjr. „Okonia”. Plan przewidywał, że po dotarciu do torów kompanie I rzutu wystrzelą zieloną rakietę, co będzie stanowić sygnał dla kompanii II rzutu oraz saperów do rozpoczęcia natarcia. W międzyczasie I rzut miał się umocnić nad torami i uporządkować szyki, po czym dopiero po przepuszczeniu II rzutu kontynuować natarcie. Zgodnie z rozkazem „Wachnowskiego” żołnierzom kompanii szturmowych polecono zabrać ze sobą dodatkowe przydziały broni, amunicji i granatów dla obrońców Starówki. „Leśni” otrzymali także nożyce do cięcia drutu kolczastego.
Żołnierze z Puszczy Kampinoskiej nie znali terenu i nie mieli doświadczenia w walce miejskiej. Mimo próśb oficerów z kompanii szturmowych ppłk. „Żywiciel” nie zgodził się jednak przydzielić „leśnym” miejscowych przewodników. Polscy oficerowie i żołnierze mieli także bardzo mgliste pojęcie na temat liczebności obrońców Dworca Gdańskiego oraz rozlokowania ich stanowisk. Co prawda oficerów z oddziałów „leśnych” zaprowadzono na pierwszą linię, gdzie z górnych pięter najwyższych budynków mogli zlustrować teren planowanego natarcia, lecz przeprowadzone w ten sposób rozpoznanie dało niewielkie efekty. Piotr Stachiewicz podawał, że przed natarciem dowódca Zgrupowania „Żbik”, kpt. Witold Plechawski ps. „Sławomir”, poinformował dowodzącego pierwszym rzutem por. „Witolda”, iż linii kolei obwodowej broni ok. 300 żołnierzy, sześć gniazd broni maszynowej, sześć działek, bateria artylerii przygotowana do strzelania na bliskie odległości, moździerz oraz czołg. Z kolei Edward Bonarowski twierdził, że podczas odpraw poprzedzających natarcie dowódców pododdziałów zapewniano, iż po północnej stronie linii kolei obwodowej mogą się spodziewać co najwyżej ostrzału z wysuniętych gniazd niemieckiej broni maszynowej w ruinach baraków dla bezrobotnych przy ul. Felińskiego. Dowódcy i żołnierze oddziałów puszczańskich nie zostali natomiast ostrzeżeni, iż należy się liczyć z silnym przeciwdziałaniem ze strony nieprzyjacielskiej artylerii oraz obecnością pociągu pancernego. W rezultacie oficerowie opuszczali odprawy z przekonaniem, że sforsowanie linii kolejowej nie będzie zbyt trudnym zdaniem. Niewykluczone, iż ppłk. „Żywiciel” i jego sztab będąc pod wrażeniem uzbrojenia i liczebności „leśnych”, uwierzyli, że przebicie na Stare Miasto nie będzie trudnym zadaniem.
W rzeczywistości między Żoliborzem a Starówką operowały główne siły niemieckiej Grupy Uderzeniowej „Schmidt”, której liczebność w zależności od źródeł jest szacowana na 1450 lub 2 tys. żołnierzy. Rejon Dworca Gdańskiego i Cytadeli obsadzały dwa bataliony piechoty, przy czym samej tylko linii kolei obwodowej broniło ok. 500 żołnierzy (przede wszystkim z 46 Batalionu Pionierów Zmotoryzowanych). Wzdłuż torów ciągnęły się stanowiska obronne osłaniane zasiekami z drutu kolczastego oraz wzmocnione bunkrami. Przedpole Dworca Gdańskiego oraz pobliskiego odcinka kolei obwodowej było od zachodu i wschodu flankowane ogniem niemieckiej artylerii i broni maszynowej z Instytutu Chemicznego, Burakowa, Cytadeli oraz Fortu i Parku im. Traugutta. Niemcy byli przy tym w stanie uruchomić ogień artylerii w ciągu 15 minut. Wsparcia obrońcom mógł również udzielić pociąg pancerny nr 75 pod dowództwem kpt. Edoma, który kursował wzdłuż linii kolei obwodowej. Co więcej, niemiecki wywiad dobrze zdawał sobie sprawę z faktu, iż powstańcy zamierzają przedrzeć się przez linię kolei obwodowej w rejonie Dworca Gdańskiego i wywalczyć w tym miejscu naziemne połączenie Żoliborza ze Starówką. Do sztabu SS-Obergrupenführera Ericha von dem Bach-Zelewskiego regularnie napływały meldunki o terminie i kierunku spodziewanych ataków. W rezultacie od 10 sierpnia Niemcy systematycznie wzmacniali załogi punktów oporu oraz sukcesywnie rozbudowywali i zagęszczali sieć stanowisk obronnych. Na kilka dni przed powstańczym szturmem podjęli także ograniczone działania zaczepne na kierunku żoliborskim, których celem było rozszerzenie stanu posiadania w pasie wokół linii kolei obwodowej. 18 sierpnia zdobyli kompleks budynków PKO przy ul. gen. Zajączka 7 i Dymińskiej 9, co dało im dogodny wgląd w ulice gen. Zajączka, Mickiewicza i Skwarczyńskiego. Podjęte przez żołnierzy „Żywiciela” próby odbicia tej placówki zakończyły się niepowodzeniem.
W tych okolicznościach zadanie powierzone oddziałom mjr. „Okonia” było niezwykle trudne. Były one zmuszone przeprowadzić frontalne natarcie na silnie umocnione pozycje nieprzyjaciela, w dodatku pod ogniem z obu flanek. Obezwładnienie ogniem niemieckich punktów oporu było w zasadzie niemożliwe, gdyż oddziały AK nie dysponowały ciężką bronią. Co prawda KG AK kilkukrotnie żądała przeprowadzenia przez alianckie lotnictwo nalotu na linię kolei obwodowej na odcinku od Dworca Gdańskiego do Dworca Zachodniego, jak również nalotów na lotnisko bielańskie, kompleks AWF, Cytadelę i Fort Bema, lecz sojusznicy odmówili, argumentując, że uzyskane zniszczenia mogłyby się okazać niewspółmierne do poniesionych strat. Jedynym w zasadzie atutem strony atakującej był fakt, iż pozycje niemieckie leżały w wąskim płaskim korytarzu o szerokości ok. 600 metrów, stąd koncentryczny i równoczesny atak od strony Żoliborza i Starego Miasta mógł teoretycznie doprowadzić do jego przerwania. Wykorzystanie tego atutu wymagało jednak doskonałej koordynacji działań, co przy źle funkcjonującej łączności pozostawało niezwykle trudne.

### Przebieg natarcia
Publikacje opisujące przebieg obu powstańczych natarć na Dworzec Gdański zawierają liczne błędy oraz często pozostają ze sobą sprzeczne. Większość historyków, autorów wspomnień oraz publicystów opierała się w szczególności na opisie zawartym w Rapsodii żoliborskiej autorstwa Stanisława Podlewskiego, który z perspektywy czasu okazał się niezbyt ścisły.
Według wersji wydarzeń przytaczanej w większości starszych publikacji polskie natarcie rozpoczęło się niedługo po północy 21 sierpnia. Z pozycji wyjściowych w domach przy ulicach Lisa-Kuli i Bitwy pod Rokitną miały wówczas uderzyć trzy kompanie z batalionu por. Witolda Pełczyńskiego ps. „Witold”, dowodzone przez por. Franciszka Baumgarta ps. „Dan”, por. Henryka Czerwca ps. „Jaskólski” oraz ppor. Witolda Kazimierza Drwotę ps. „Murzyn”. Niedoświadczeni w walce miejskiej „leśni” nie zdołali zachować niezbędnej ciszy, stąd w momencie, gdy polska tyraliera znajdowała się już w odległości ok. 100-150 metrów od torów, Niemcy oświetlili teren rakietami i otworzyli gwałtowny ogień z broni maszynowej. Do walki włączył się wkrótce pociąg pancerny oraz niemiecka artyleria z Cytadeli, Burakowa i Fortu Bema. W najgorszej sytuacji znalazła się prawoskrzydłowa kompania ppor. „Murzyna”, którą raził ogień boczny z gmachu Instytutu Chemicznego. Oddział ten miał zalec jako pierwszy, po czym wycofać się na pozycje wyjściowe. Kompanie „Dana” i „Jaskólskiego” zdołały natomiast dotrzeć do torów, niszcząc po drodze kilka gniazd niemieckiej broni maszynowej. Na trzystumetrowym pasie natarcia Niemcy położyli jednak tak silny ogień artylerii i broni maszynowej, iż kontynuowanie natarcia stało się niemożliwe. Oddziały drugiego rzutu nie weszły do akcji, gdyż żołnierz z kompanii por. „Jaskólskiego”, który po dotarciu do torów miał dać umówiony sygnał zieloną rakietą, został wraz z rakietnicą rozerwany na strzępy pociskiem artyleryjskim. Poległ również łącznik, którego „Jaskólski” wysłał do mjr. „Okonia”. Ostatecznie wykrwawione kompanie pierwszego rzutu były zmuszone wycofać się na pozycje wyjściowe. Polskie straty w tym natarciu sięgnąć miały ponad 100 zabitych i kilkudziesięciu rannych. W gronie zabitych znaleźć się miał m.in. plut. pchor. Antoni Piątkowski ps. „Korab”, dowódca jednego z plutonów w kompanii por. „Jaskólskiego”, oraz obsługi dwóch ckm. Największe straty, sięgające 50% stanu osobowego, ponieść miała kompania por. „Dana”.
Całkowicie odmienny obraz wydarzeń wyłania się natomiast z opublikowanych w 2014 roku wspomnień por. Edwarda Bonarowskiego ps. „Ostromir”, pełniącego w czasie obu natarć funkcję zastępcy dowódcy w kompanii ppor. „Prawdzica”. Podawał on, iż w pierwszym rzucie dowodzonym przez por. „Witolda” znalazła się nalibocka kompania por. „Dana” oraz kampinoskie kompanie podporuczników „Wara” i „Grota”. W skład drugiego rzutu dowodzonego przez kpt. „Mścisława” weszły natomiast nalibockie kompanie por. „Jaskólskiego” i ppor. „Prawdzica” oraz kompania sochaczewska. Oddziały pierwszego rzutu wyruszały z podstaw wyjściowych w rejonie „Poniatówki” i tzw. Bloków Miejskich („Dan”) oraz z domów po parzystej stronie al. Wojska Polskiego – położonych naprzeciw ogródków działkowych („War” i „Grot”). Z kolei oddziały drugiego rzutu zostały rozlokowane w następujący sposób: kompania „Jaskólskiego” – ul. Bitwy pod Rokitną, kompania „Prawdzica” – wylot ul. Wieniawskiego, kompania sochaczewska – okolice ul. Stołecznej.
Według Bonarowskiego polskie uderzenie rozpoczęło się po godz. 22:00 (inne źródła wskazują na godz. 01:00). Wkrótce po wyruszeniu z podstaw wyjściowych żołnierze „Dana” znaleźli się pod ostrzałem z wysuniętych stanowisk nieprzyjaciela ukrytych w ruinach „spalonych baraków”. Plutony nalibockie uderzyły na ruiny z dwóch stron, nieprzyjacielskie stanowiska likwidowano przy użyciu granatów. Wkrótce uaktywniła się jednak niemiecka artyleria, która położyła ogień na całym pasie polskiego natarcia. Kompanie „Wary” i „Grota” – świeżo sformowane, złożone z nieobytych w boju rezerwistów z kampinoskich wsi – nie wytrzymały ostrzału i wycofały się w nieładzie w kierunku ul. Felińskiego. W wyniku ostrzału kontuzjowany został por. „Witold”. Ogień nieprzyjacielskiej artylerii spowodował także duże straty w żoliborskich patrolach sanitarnych. Kompania „Dana” zdołała sforsować zaporę ogniową, lecz jej lewoskrzydłowy pluton 225 poniósł znaczne straty i musiał zostać wycofany. Zgrupowanie „Żniwiarz” w ogóle nie weszło do akcji.
Polskie dowództwo postanowiło wówczas rzucić do ataku trzy kompanie drugiego rzutu. Pododdziały pierwszego rzutu miały w tym czasie ochłonąć i uporządkować szyki, po czym ponownie wkroczyć do walki, gdy drugi rzut wystrzeleniem zielonej rakiety da sygnał, iż żołnierzom udało się sforsować tory. Atakująca na prawym skrzydle kompania sochaczewska została wycofana wkrótce po przeskoczeniu al. Wojska Polskiego i w zasadzie nie wzięła udziału w natarciu. Kompania „Jaskólskiego” i pół kompanii „Prawdzica” wsparte ogniem ckm z gmachu „Poniatówki” uderzyły natomiast z dwóch stron na „spalone baraki” i po krótkiej walce wyparły Niemców za linię kolei obwodowej. Rozproszone plutony „Jaskólskiego” i „Prawdzica” dotarły do torów i zaległy na ich przedpolu, oczekując na przybycie kompanii pierwszego rzutu. W tym czasie Niemcy w zasadzie wstrzymali ogień. Ku zaskoczeniu i rozgoryczeniu polskich żołnierzy tuż przed północą przyszedł jednak rozkaz wycofania wszystkich plutonów na pozycje wyjściowe. Powody, dla których rozkaz ten został wydany, nie są znane.
Według Bonarowskiego pierwszy szturm na Dworzec Gdański trwał około półtorej godziny. Straty po stronie polskiej miały wynieść około kilkudziesięciu zabitych i rannych, a więc były wyraźnie mniejsze niż podaje to zazwyczaj literatura przedmiotu. Najwięcej ofiar miał spowodować ostrzał niemieckiej artylerii; liczba żołnierzy zabitych i rannych w walce o „spalone baraki” okazała się nieznaczna. Natarcie trwało tak krótko, że sztab Grupy „Północ” był początkowo przekonany, iż w ogóle nie doszło ono do skutku. Bonarowski uważał, że tej nocy zaprzepaszczono jedyną realną szansę przełamania niemieckiej bariery między Starym Miastem a Żoliborzem. W jego ocenie porażka była spowodowana przede wszystkim błędami popełnionymi przez ppłk. „Żywiciela” i jego sztab. Fatalnym posunięciem miało się okazać w szczególności zniesienie funkcjonującego wcześniej podziału organizacyjnego na bataliony „Witolda” (nalibocki) i „Mścisława” (kampinosko-sochaczewski). W ten sposób zamiast zintegrowanych batalionów do natarcia ruszyły „rzuty” o zmieszanym składzie środowiskowym, nad którymi ich formalni dowódcy mieli w praktyce ograniczoną kontrolę. Bonarowski oceniał, że gdyby w pierwszym rzucie ruszyły do ataku trzy zintegrowane i zahartowane w bojach kompanie nalibockie, sukces byłby możliwy.

### Upadek Muranowa
20 sierpnia Niemcy przez cały dzień szturmowali Muranów, gdzie bronili się żołnierze Batalionu „Czata 49” i oddziału „Leśnik”. W zaciętych walkach obrońcy ponieśli ciężkie straty oraz zużyli większość amunicji i granatów. Po południu w rękach powstańców pozostawał już tylko kompleks gmachów w rejonie ulic Sierakowska – Muranowska – Przebieg. O godzinie 22:00 do natarcia ponownie przystąpiła niemiecka piechota wsparta czołgami, lecz w związku z oczekiwanym natarciem „leśnych” dowodzący obroną tego odcinka ppłk. „Paweł” polecił skrajnie wyczerpanym żołnierzom utrzymać się za wszelką cenę.
Około północy wydzielony oddział z Batalionu „Czata 49” pod dowództwem por. „Szczęsnego” przedostał się przez gruzy wokół ul. Sierakowskiej w stronę Dworca Gdańskiego. Żołnierze usłyszeli dochodzące od strony dworca odgłosy nawały ogniowej oraz ujrzeli światła rakiet. Istnieją rozbieżne wersje na temat późniejszego przebiegu wydarzeń. Część źródeł podaje, iż na otwartej przestrzeni między skrajem zabudowań Starówki a torami kolejowymi polski oddział został zasypany ogniem nieprzyjacielskiej broni maszynowej i artylerii, po czym wycofał się wzdłuż ul. Bonifraterskiej. Inni autorzy podają natomiast, że wobec oznak wygasania walki w rejonie Dworca Gdańskiego żołnierze „Szczęsnego” powrócili na podstawy wyjściowe, by tam dalej odpierać niemieckie ataki.
21 sierpnia tuż przed świtem żołnierze ppłk. „Pawła” wycofali się z Muranowa. Utrata tego osiedla miała dalekosiężne konsekwencje, gdyż spowodowała odepchnięcie staromiejskich oddziałów AK od Dworca Gdańskiego i Stawek. Rozszerzył się niemiecki klin między Żoliborzem a Starówką. Skrócił się z kolei północny odcinek obrony Starego Miasta, którego broniły odtąd już tylko dwie reduty – szpital Jana Bożego i kompleks budynków PWPW.

## Natarcie w nocy z 21/22 sierpnia

### Przygotowania

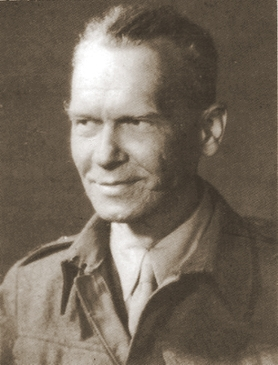
Generał Tadeusz Pełczyński ps. „Grzegorz”, szef sztabu Komendy Głównej Armii Krajowej

Na wieść o upadku Muranowa i niepowodzeniu natarcia na Dworzec Gdański nastroje w sztabie Grupy „Północ” znacznie się pogorszyły. W depeszy do płk. „Montera” wysłanej rankiem 21 sierpnia płk. „Wachnowski” po raz pierwszy wyraził obawę, iż utrzymanie Starego Miasta może okazać się niemożliwe. Wobec pogarszającej się sytuacji na Starówce dowództwo AK było jednak zdeterminowane powtórzyć atak i wywalczyć korytarz na Żoliborz. „Wachnowski” postanowił wesprzeć kolejny szturm oddziałów kampinosko-żoliborskich silnym uderzeniem od strony Starówki. Ponadto będąc przekonanym, iż porażka pierwszego natarcia była spowodowana błędami popełnionymi przez ppłk. „Żywiciela” i mjr. „Okonia”, zwrócił się do KG AK o wyznaczenie jednego ze starszych oficerów do poprowadzenia kolejnego natarcia od strony Żoliborza. Do prośby tej KG AK ustosunkowała się pozytywnie. Początkowo przewidywano, że atakiem dowodził będzie szef wywiadu AK, płk Kazimierz Iranek-Osmecki ps. „Heller”. Ostatecznie podjął się tego zadania szef sztabu KG AK, gen. Tadeusz Pełczyński ps. „Grzegorz”, który otrzymał jednocześnie polecenie zbadania możliwości wyprowadzenia Komendy Głównej z Warszawy do Puszczy Kampinoskiej. 21 sierpnia około godz. 7:00 rano „Grzegorz” w towarzystwie mjr. Tadeusza Jachimka ps. „Joker” i mjr. Jana Kamieńskiego ps. „Cozas” zszedł do kanałów i po upływie blisko trzech godzin dotarł na Żoliborz, gdzie po wysłuchaniu raportów „Żywiciela” i „Okonia” osobiście zlustrował przedpole.
Plan natarcia opracowany przez „Grzegorza” i „Żywiciela” zawierał pewne zmiany w stosunku do planu z poprzedniej nocy. Tym razem uderzenie oddziałów puszczańskich miało nastąpić na odcinku między ul. Stołeczną a ruinami „spalonych baraków” i postępować wzdłuż osi Felińskiego – Pokorna – Nalewki – Brodzińskiego – Stawki – „Gęsiówka”. „Leśni” zostali podzieleni na trzy rzuty. Pierwszy rzut, z którym mieli wyruszyć mjr. „Okoń” i por. „Witold”, tworzyły kompanie por. „Jaskólskiego” (lewoskrzydłowa) i ppor. „Prawdzica” (prawoskrzydłowa). W drugim rzucie uderzać miały kompanie podporuczników „Grota” (lewoskrzydłowa) i „Wary” (prawoskrzydłowa). W trzecim rzucie znalazły się natomiast kompanie por. „Dana” (lewoskrzydłowa) i kpt. „Mścisława” (prawoskrzydłowa). Do tej pierwszej przydzielono dodatkowo saperów szturmowych, miał jej również towarzyszyć gen. „Grzegorz” ze swoim niewielkim oddziałem przybocznym. W związku z faktem, iż poprzedniej nocy zawiodła sygnalizacja rakietami, postanowiono, że poszczególne rzuty będą wyruszały do natarcia w dwudziestominutowych odstępach. Żołnierzom polecono, aby po przekroczeniu torów skandowali hasło „Radosław!”, co miało stanowić umówiony sygnał dla oddziałów nacierających od strony Starówki.
Podobnie jak przy pierwszym natarciu, oddziały żoliborskie miały się ograniczyć do osłony natarcia „leśnych”. Najtrudniejsze zadanie powierzono Zgrupowaniu „Żniwiarz”, które miało przeprowadzić frontalny atak na zabudowania Dworca Gdańskiego. W przypadku uzyskania powodzenia przydzieleni do zgrupowania saperzy mieli wysadzić tory kolejowe. Z kolei zgrupowania „Żaglowiec”, „Żyrafa” i „Żbik” wraz z działonem moździerzy miały poprzez pozorowane uderzenia oraz walkę ogniową związać załogi Cytadeli i Instytutu Chemicznego oraz niemiecką artylerię w Burakowie.
W uderzeniu od strony Starego Miasta miało wziąć udział od 330 do 350 żołnierzy. Natarciem dowodzić miał szef sztabu Zgrupowania „Radosław” mjr. Wacław Janaszek ps. „Bolek”, któremu towarzyszył kpt. Tadeusz Perzyński ps. „Tomir” ze sztabu gen. „Grzegorza”. Uderzenie oddziałów staromiejskich miało się rozpocząć o godz. 2:15, tj. kwadrans po rozpoczęciu natarcia przez oddziały kampinosko-żoliborskie. Poszczególnym oddziałom mjr. „Bolka” przydzielono następujące zadania:
- prawe skrzydło tworzyły dwie kompanie z batalionów „Czata 49” i „Pięść” pod ogólnym dowództwem kpt. Zbigniewa Ścibora-Rylskiego ps. „Motyl”. Miały one wyruszyć z podstaw wyjściowych przy ul. Konwiktorskiej („Pięść”) i w zakładach Fiata na ul. Sapieżyńskiej („Czata”), po czym uderzając przez stadion KS „Polonia” oraz park im. Traugutta, opanować Fort Traugutta.
- w centrum znalazła się 3 kompania Batalionu „Zośka” dowodzona przez ppor. Władysława Cieplaka ps. „Giewont”. Miała ona wyruszyć z podstaw wyjściowych w zabudowaniach szpitala Jana Bożego przylegających do ul. Konwiktorskiej i przez boisko KS „Polonia” uderzyć na Fort Traugutta.
- lewe skrzydło tworzyły 1 kompania Batalionu „Zośka” pod dowództwem pchor. Henryka Kozłowskiego ps. „Kmita” oraz kombinowany oddział Armii Ludowej pod dowództwem kpt. Henryka Woźniaka ps. „Hiszpan”. Miały one wyruszyć z podstaw wyjściowych w zabudowaniach szpitala Jana Bożego przylegających do ul. Bonifraterskiej i przez ruiny getta uderzyć w kierunku ul. Pokornej i Stawek, gdzie zamierzano nawiązać kontakt z oddziałami kampinosko-żoliborskimi.

Późnym popołudniem 21 sierpnia odbyła się na Żoliborzu narada, którą prowadził gen. „Grzegorz”. Wielu młodszych oficerów wyraziło wówczas sceptycyzm wobec planów powtórzenia natarcia. Padła nawet propozycja przeprowadzenia oddziałów puszczańskich kanałami na Stare Miasto. W odpowiedzi ppłk. „Żywiciel” przekonywał dowódców pododdziałów, iż pierwsze natarcie doprowadziło do utraty przez Niemców wysuniętych stanowisk wzdłuż linii kolei obwodowej, stąd po północnej stronie torów jedyną poważniejszą przeszkodą może się okazać ogień zaporowy artylerii. Twierdzić miał również, że wciąż możliwe jest uzyskanie efektu zaskoczenia. Z kolei gen. „Grzegorz” starał się podnieść ducha młodszych oficerów następującymi słowami:

Pójdziecie górą, a nie kanałami. Dojdziecie do Starówki. Okryjecie się chwałą. Nadamy to przez radio „Błyskawica”. Cała Europa się dowie, że powstańcza Warszawa nawiązała bezpośredni kontakt z terenem, że wyście to wywalczyli.

Wątpliwości młodszych oficerów wzbudziły w „Grzegorzu” przekonanie o niskiej wartości bojowej oddziałów puszczańskich. Początkowo generał rozważał wymianę całej kadry dowódczej w kompaniach „leśnych”. Ostatecznie rozkazał jednak płk. „Wachnowskiemu” skierować kanałami na Żoliborz 400 żołnierzy z oddziałów staromiejskich. „Grzegorz” liczył, że obecność zahartowanych w bojach obrońców Starówki wzmocni morale w szeregach oddziałów kampinoskich. Depesza w tej sprawie została wysłana do sztabu Grupy „Północ” o godz. 13:30, lecz staromiejska radiostacja odebrała ją dopiero pięć godzin później. „Wachnowski” natychmiast przystąpił do organizowania kombinowanej grupy bojowej, której dowództwo powierzył kpt. Eugeniuszowi Konopackiemu ps. „Trzaska”. Z zachowanych meldunków wynika, iż w oddziale tym znalazło się 16 oficerów i 208 szeregowych (niektóre źródła podają liczbę 260 żołnierzy). Zostali oni oddelegowani z batalionów „Wigry”, „Gozdawa” i „Chrobry I”. Żołnierze „Trzaski” mogli jednak zejść do kanałów dopiero o 23:15, a na powierzchnię zaczęli wychodzić dopiero około 2:00. Ze względu na wyczerpanie żołnierzy przeprawą kanałową oraz ich zbyt późne przybycie na Żoliborz, ppłk. „Żywiciel” zrezygnował z wykorzystania oddziału „Trzaski” w natarciu na Dworzec Gdański. Grzegorz Jasiński analizując treść meldunku „Żywiciela” do „Wachnowskiego” z 24 sierpnia przypuszczał, że tej nocy przeprawiła się kanałami na Żoliborz także 120-osobowa kompania Powstańczych Oddziałów Specjalnych „Jerzyki” pod dowództwem por. Jerzego Strzałkowskiego ps. „Jerzy” (większość źródeł podaje, iż nastąpiło to dopiero nocą 22/23 sierpnia). Jednakże, nawet jeśli jest to prawda, to oddział ten również nie wziął udziału w natarciu.
Podczas przygotowywania drugiego natarcia gen. „Grzegorz” i ppłk. „Żywiciel” powtórzyli wiele błędów popełnionych poprzedniej nocy. Zaniedbano odpowiedniego rozpoznania, przez co żołnierze nie znali siły i rozlokowania nieprzyjaciela, a także terenu planowanego natarcia. „Żywiciel” ponownie nie przydzielił żoliborskich przewodników do kompanii „leśnych”, licząc prawdopodobnie, iż zastąpią ich żołnierze „Trzaski”. Ponadto kolejny raz żołnierzy nadmiernie obciążono dodatkowymi przydziałami amunicji i granatów.

### Przebieg natarcia od strony Żoliborza

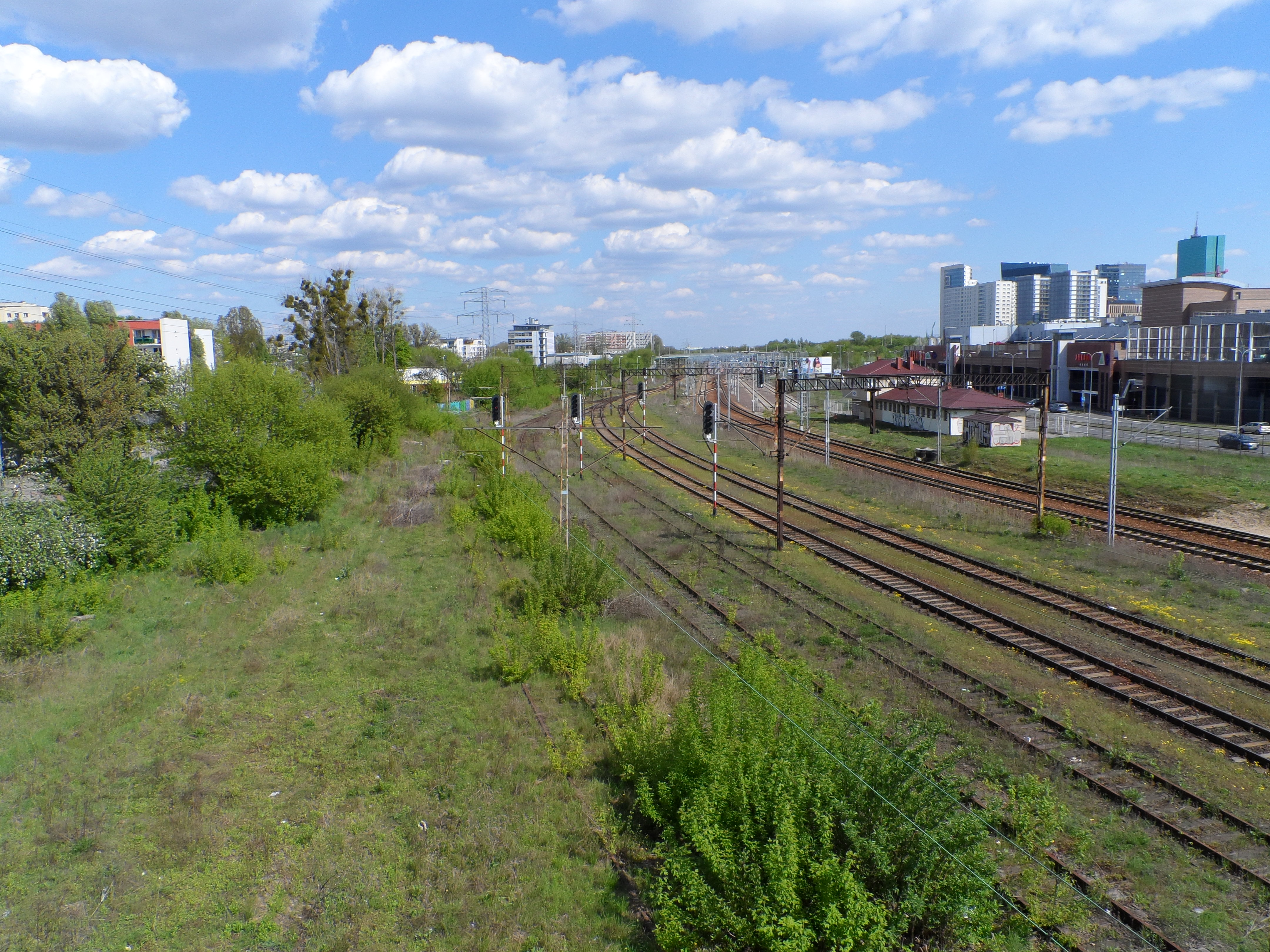
Odcinek kolei obwodowej, który „leśni” usiłowali sforsować nocą 21/22 sierpnia. Z lewej strony widoczne bloki przy ul. Rydygiera, wybudowane w miejscu dawnych baraków dla bezrobotnych

Uderzenie miało się rozpocząć o godz. 2:00 (inne źródła podają: 2:30 lub 3:00). Wbrew optymistycznym przewidywaniom ppłk. „Żywiciela” szybko okazało się, że powstańcy nie mają szans na uzyskanie efektu zaskoczenia. Po doświadczeniach z poprzedniej nocy niemieccy żołnierze zachowywali czujność, trwając na stanowiskach w pogotowiu bojowym. Część źródeł podaje, że około godz. 22:00 niemiecka artyleria i broń maszynowa ostrzelały przedpole oraz polskie pozycje wyjściowe, utrudniając tym samym rozwijanie polskich oddziałów oraz deprymując żołnierzy. Ostrzał ten miał ustać po upływie godziny, lecz przedpole nadal oświetlały niemieckie flary i reflektory. Polskie dowództwo było jednak zdeterminowane przeprowadzić natarcie za wszelką cenę. Liczono przy tym, że rozpoczęcie natarcia w późnych godzinach nocnych sprawi, iż uderzenie spadnie na nieprzyjaciela w momencie, w którym będzie on najmniej czujny. Józef Krzyczkowski twierdził, że ze względu na porażkę pierwszego natarcia oraz niechęć, jaką budził w oddziałach mjr „Okoń”, żołnierze „leśni” przystępowali do boju bez entuzjazmu i z niewielką wiarą w zwycięstwo.
W starszych publikacjach podaje się zazwyczaj, że ze względu na fakt, iż gen. „Grzegorz” zabronił stosowania sygnalizacji rakietowej i rozkazał rozpocząć atak o określonej godzinie, nie udało się odpowiednio zsynchronizować działań, a polskie oddziały wyruszyły do boju niejednocześnie. Mimo iż atak prowadzony był na otwartym terenie, żołnierzom utrudniały bieg kępki krzaków i chwastów, a w nocnych ciemnościach niektóre drużyny gubiły drogę i nieświadomie zmieniały kierunek natarcia. W rezultacie, gdy niektóre oddziały pokonały już 3/4 przedpola, inne dopiero wyruszały z podstaw wyjściowych. Nieopodal torów jeden z żołnierzy miał wykrzyknąć „Hura!” co podchwycili inni powstańcy. W tym momencie Niemcy oświetlili przedpole rakietami i rozpoczęli gwałtowny ostrzał z użyciem artylerii i broni maszynowej. Wkrótce do walki włączył się także niemiecki pociąg pancerny, który ogniem dział i broni maszynowej ostrzelał przedpole oraz budynki przy ulicach gen. Zajączka i Lisa-Kuli. Nieliczne polskie granatniki i karabiny maszynowe próbowały nawiązać walkę ogniową, lecz były kolejno uciszane. Wkrótce większość oddziałów „leśnych” zaległa pod ogniem nieprzyjaciela, po czym w nieładzie – ponosząc ciężkie straty – przeszła na pozycje wyjściowe. Na nic miały zdać się wysiłki mjr. „Okonia”, który próbował poderwać żołnierzy do kolejnego ataku. Z dawnego nalibockiego batalionu por. „Witolda” najdalej zdołała się wysunąć kompania por. „Dana”, której żołnierze mieli jakoby dotrzeć do przejazdu kolejowo-drogowego łączącego ul. Felińskiego z ul. Kłopot i zniszczyć tam niemiecki bunkier. Wkrótce jednak „Dan” poległ, a z jego kompanii tylko kilkunastu żołnierzy dowodzonych przez por. „Rawicza” przedarło się na drugą stronę torów, gdzie wszystkich wybito. Na prawym skrzydle niewielka grupa żołnierzy z kpt. „Mścisławem” na czele zdołała przedrzeć się na Stawki, lecz tam niewielki oddziałek został w dużej mierze wybity. Ranny „Mścisław” wraz z jednym ocalałym żołnierzem musiał schronić się w ruinach getta, gdzie obaj przeczekali cały dzień i w nocy przedostali się do Puszczy Kampinoskiej. Jeden z plutonów kompanii sochaczewskiej, dowodzony przez ppor. „Zawieję”, miał w nocnych ciemnościach pomylić główną linię kolei obwodowej z odnogą prowadzącą na Palmiry i zamiast nacierać w kierunku południowym skręcił na zachód. Oddział ten zaatakował następnie gmach Instytutu Chemicznego, skąd został odparty, mimo iż żołnierzom udało się wysadzić bramę przy użyciu granatów.
Nieco bardziej szczegółowy i momentami odmienny opis drugiego natarcia zawarł w swoich wspomnieniach Edward Bonarowski. Twierdził on, że rozpoczęcie natarcia zostało z nieznanych przyczyn opóźnione, stąd pierwszy rzut dopiero po godz. 2:00 wyruszył z podstaw wyjściowych przy al. Wojska Polskiego. Obie kompanie posuwały się do przodu niespełna 300-osobową tyralierą. Początkowo tylko niemieckie ckm rozlokowane za linią torów oddały na oślep kilka pojedynczych serii. Gdy jednak „leśni” zbliżyli się do górującej nad torami skarpy, Niemcy wystrzelili dziesiątki flar, które oświetliły całe przedpole. Niemal równocześnie otworzyła ogień niemiecka artyleria, a od strony wschodniej nadjechał pociąg pancerny, który stanął na wprost polskiej tyraliery, po czym zasypał ją gwałtownym ogniem dział i broni maszynowej. Chwilę później do walki włączyły się jeszcze stanowiska niemieckiej broni maszynowej rozlokowane za torami. Ogłoszenie alarmu, pojawienie się „pancerki” oraz otwarcie ognia przez niemiecką artylerię były tak dobrze zsynchronizowane, iż Bonarowski nie wykluczał, że Niemcy znali termin rozpoczęcia polskiego natarcia.
Kompanie „Jaskólskiego” i „Prawdzica” ponosząc ciężkie straty zaległy na dwustumetrowym odcinku między ogródkami działkowymi a linią kolei obwodowej. Ostrzał nieprzyjaciela był tak silny, że jakiekolwiek zorganizowane dowodzenie stało się niemożliwe, a poszczególne plutony – nawet drużyny – były zmuszone działać na własną rękę. Obsługi polskich PIAT-ów podjęły nierówną walkę z niemieckim pociągiem, lecz ich pociski nie były w stanie uczynić maszynie poważniejszej szkody. Tymczasem na terenie ogródków działkowych pojawiła się drugorzutowa kompania „Wary”, która ostrzelała „pancerkę” ogniem broni maszynowej. Ostrzał ten był nieskuteczny, co więcej, raził od tyłu żołnierzy pierwszego rzutu. Ostatecznie kompania została poderwana do natarcia, lecz podobnie jak pierwszy rzut szybko zaległa pod silnym ogniem nieprzyjaciela. Podporucznik „War” podjął wraz z częścią swojego oddziału próbę obejścia pociągu od zachodu. Polscy żołnierze nie zdawali sobie jednak sprawy, iż dostępu do torów na odcinku przy ul. Stołecznej broni długi na 100 metrów płot z drucianej siatki. Podczas próby pokonania tej przeszkody zginął ppor. „War”, a jego kompania ostatecznie zaległa na przedpolu. Ogień nieprzyjaciela przydusił również do ziemi kompanię „Grota”.
Cztery „leśne” kompanie tkwiły pod ostrzałem przez blisko godzinę. Było już jasne, iż natarcie nie ma szans powodzenia. Polskie dowództwo postanowiło jednak rzucić do walki także trzeci rzut. Kompania por. „Dana” dotarła na przedpole torów, po czym podjęła próbę obejścia pociągu z prawej strony, lecz bardziej na zachód od ul. Stołecznej, bliżej Instytutu Chemicznego, gdzie torów nie chronił już płot z drucianej siatki. „Dan” zdołał poderwać do natarcia tylko część swojej kompanii – tj. nalibocki pluton pod dowództwem plut. Jana Dziemianko ps. „Błyskawica” oraz marymoncki pluton 225 pod dowództwem ppor. NN „Kruka”. Do kompanii „Dana” przyłączyła się także młodzieżowa drużyna z kompanii por. „Jaskólskiego”, dowodzona przez kpr. Tadeusza Zaleskiego ps. „Wir”. Blisko 1/3 kompanii „Dana” wbrew rozkazom dowódcy pozostała po północnej stronie torów. Tymczasem porucznik wraz z pozostałymi żołnierzami zdołał obejść pociąg pancerny i rozpocząć manewr w kierunku gmachu Agencji Celnej. Wkrótce jednak cały oddział zaległ pod silnym ogniem z kilku stron. Pluton 225 po utracie dowódcy przez pewien czas oczekiwał pod ostrzałem na rozkazy dowództwa, po czym wczesnym rankiem przystąpił do odwrotu. Powrócić na Żoliborz zdołał również plut. „Błyskawica”. Żołnierze „leśni” i powstańcy żoliborscy po raz ostatni widzieli wówczas por. „Dana”. Bonarowski był przekonany o jego śmierci, podobną informację można zresztą znaleźć niemal we wszystkich publikacjach poświęconych tej bitwie. Dopiero na początku drugiej dekady XXI wieku Marian Podgóreczny zdołał ustalić, że por. Franciszek Baumgart ps. „Dan” – uczestnik słynnej ucieczki z oflagu w Dössel – nie tylko przeżył nocną walkę, lecz wraz z grupą swoich żołnierzy przedarł się na teren opanowany przez powstańców, a następnie pod pseudonimem „Pomorzak” walczył na Starym Mieście i w Śródmieściu. „Dan” przeżył powstanie i wojnę, zmarł w 1979 roku w Sztumie. W drugim natarciu na Dworzec Gdański polegli natomiast jego dwaj zastępcy – sierż. Mikołaj Zienkiewicz ps. „Kola” i por. Wacław Czerski ps. „Rawicz”. Zginął także kpr. „Wir”.

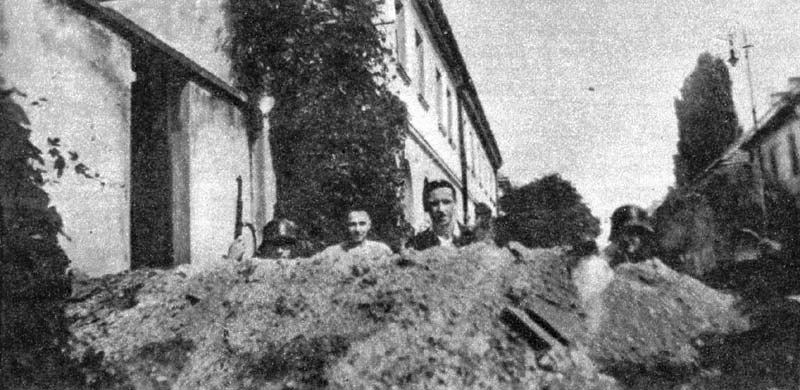
Żołnierze Zgrupowania „Żaglowiec” na barykadzie u wylotu ul. Towiańskiego na al. Wojska Polskiego. Zdjęcie wykonano na kilkanaście godzin przed drugim natarciem

W czasie gdy „leśni” nacierali bez powodzenia na linię kolei obwodowej, do działań odciążających przystąpiły oddziały żoliborskie. Dwa wzmocnione plutony Zgrupowania „Żniwiarz” dotarły w pobliże torów i związały walką ogniową obsadę zabudowań Dworca Gdańskiego. W trwającej blisko godzinę walce zgrupowanie por. „Szeligi” straciło 9 zabitych i zaginionych oraz 19 rannych. Dwa plutony Zgrupowania „Żbik” pod dowództwem kpt. „Sławomira” rozpoczęły o godz. 3:15 atak na stanowiska artylerii na Burakowie i wkrótce znalazły się pod silnym ostrzałem nieprzyjaciela. Dzięki umiejętnemu dowodzeniu żołnierze „Żbika” nie ponieśli żadnych strat. Zgrupowanie „Żyrafa”, usiłując związać walką załogę Instytutu Chemicznego, straciło jednego zabitego i czterech rannych. Uderzenia „Żbika” i „Żyrafy” zdołały częściowo odwrócić uwagę niemieckiej artylerii, lecz wobec jej dużej siły ogniowej fakt ten tylko w nieznacznym stopniu poprawił sytuację oddziałów puszczańskich. Zgrupowanie „Żaglowiec” w walce ogniowej z załogą Cytadeli i obsadą budynku przy ul. gen. Zajączka 7 poniosło straty w wysokości dwóch zabitych i trzech rannych. Jeszcze tej samej nocy, po odparciu polskiego natarcia, załoga Cytadeli przystąpiła do przeciwuderzenia. Niemcy zdobyli dom przy ul. Mickiewicza 18, lecz polscy żołnierze zdołali ich wkrótce stamtąd wyprzeć.
Zbliżał się świt, gdy wykrwawione i w zasadzie rozbite kompanie „leśne” zaczęły się wycofywać na pozycje wyjściowe. Według Bonarowskiego żołnierze rozpoczęli odwrót samorzutnie, podczas gdy Grzegorz Jasiński wskazywał, iż już o godz. 4:14 gen. „Grzegorz” nakazał przerwanie natarcia i „oczyszczenie pola walki”. Odwrót odbywał się w trudnych warunkach – żołnierze, którzy zdołali się wydostać z przedpola, znaleźli się pod silnym ostrzałem z gmachu Instytutu Chemicznego. Na polu walki pozostało blisko 100 ciężko rannych, spośród których tylko część zdołała się doczołgać do pozycji powstańczych. Wielu rannych zmarło z ran na „ziemi niczyjej”, wielu innych już w świetle dnia dobiły niemieckie kule. Rankiem 22 sierpnia polskie sanitariuszki podjęły próbę zebrania rannych z przedpola, lecz uniemożliwił im to niemiecki ostrzał. Wiele dziewcząt zostało wówczas zabitych lub rannych. W gronie poległych znalazła się m.in. jedna z najdzielniejszych kampinoskich łączniczek – Krystyna Heczko ps. „Teresa” (odznaczona pośmiertnie Krzyżem Walecznych). Tego poranka na Żoliborz powrócił natomiast strz. Englert z kompanii „Dana”, który zameldował, iż Niemcy zwolnili go z niewoli, aby poinformował powstańców o śmierci swojego dowódcy oraz wybiciu całej kompanii na Stawkach. Osiemnastu innych jeńców, w tym pewną liczbę rannych, Niemcy wyprowadzili z Dworca Gdańskiego na tory kolejowe i tam rozstrzelali przed liniami polskiej obrony.
Rezultaty drugiego natarcia okazały się katastrofalne. Kompanie puszczańskie poniosły ogromne straty, sięgające w niektórych wypadkach nawet 2/3 stanu osobowego. Dokładna liczba poległych i rannych pozostaje w zasadzie niemożliwa do ustalenia. Adam Borkiewicz szacował, że straty oddziałów puszczańskich i żoliborskich w drugim natarciu na Dworzec Gdański przekroczyły 292 zabitych i rannych. Jan Gozdawa-Gołębiowski twierdził, że ogólne straty poniesione tej nocy przez oddziały atakujące od strony Żoliborza zamknęły się liczbą 300 zabitych i 200 rannych. Józef Krzyczkowski, a wraz z nim inni autorzy, szacował straty samych tylko „leśnych” na 350 zabitych oraz 80 rannych. Piotr Stachiewicz przypuszczał, iż w drugim natarciu poległo lub zostało rannych ok. 400 żołnierzy z Żoliborza i Puszczy Kampinoskiej. Najwyżej oszacował polskie straty Edward Bonarowski, którego zdaniem oddziały kampinoskie i żoliborskie utraciły łącznie ok. 600 zabitych i rannych, z czego zdecydowana większość poległa podczas drugiego natarcia. Poległo kilku dowódców kompanii i plutonów: ppor. Karol Hartfil ps. „War”, por. Wacław Czerski ps. „Rawicz”, por. Marian Olszewski ps. „Maryś”, ppor. Witold Kazimierz Drwota ps. „Murzyn”, ppor. NN „Kruk”.

### Przebieg natarcia od strony Starego Miasta

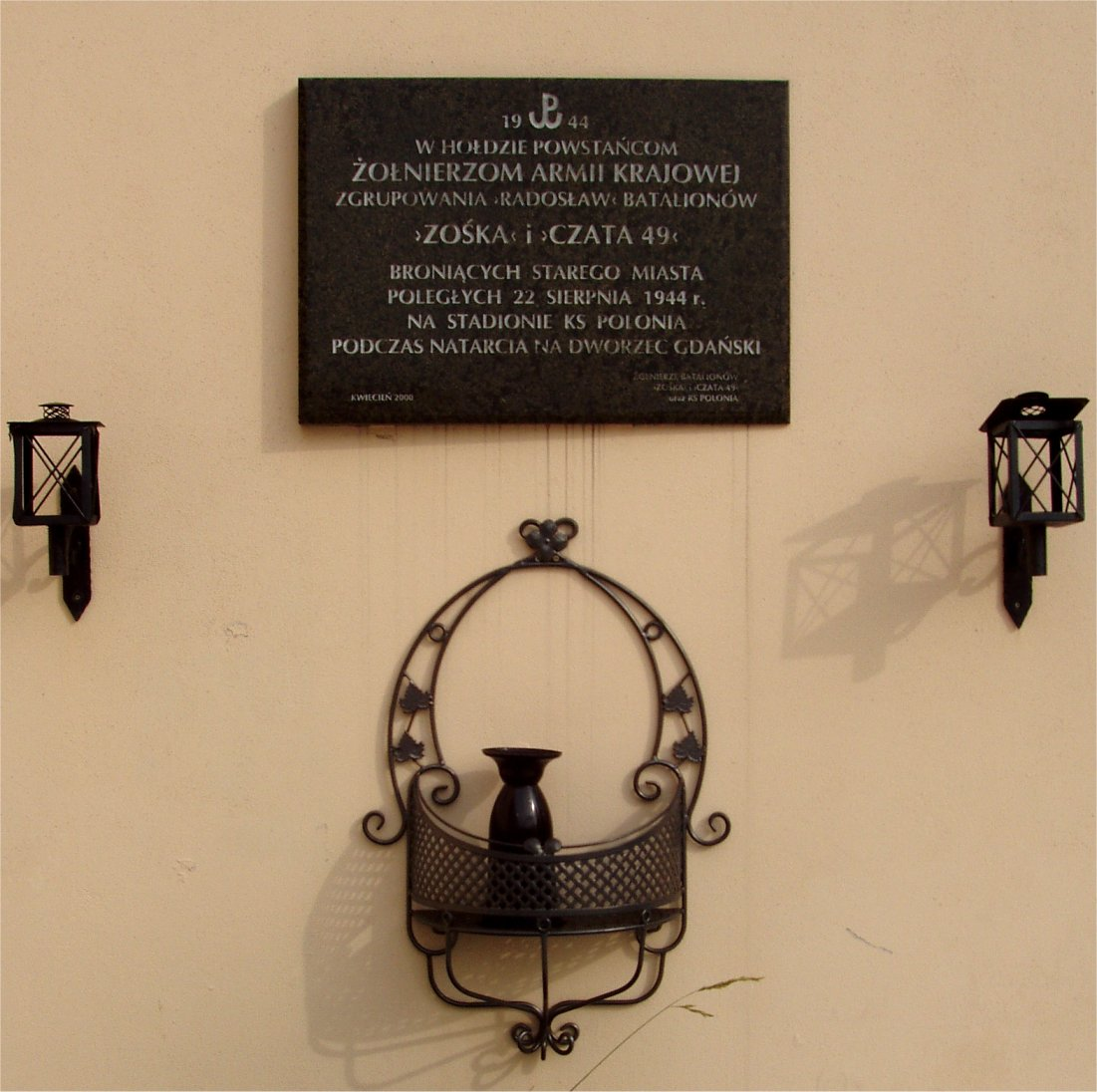
Tablica na Stadionie KS „Polonia” upamiętniająca żołnierzy AK poległych 22 sierpnia 1944

Około godziny 3:10 powstańcze czujki na północnym odcinku obrony Starego Miasta zameldowały, że z rejonu Dworca Gdańskiego dochodzą odgłosy walki, a nieprzyjaciel rakietami i reflektorami oświetla przedpole i okolice dworca. 10 minut później oddziały mjr. „Bolka” były już gotowe do walki. Sygnał do rozpoczęcia ataku miały stanowić trzy czerwone rakiety wystrzelone od strony Żoliborza. Podpułkownik „Żywiciel” zrezygnował jednak z ich użycia, o czym oddziały staromiejskie nie zostały poinformowane. W rezultacie, gdy kompanie puszczańskie wykrwawiały się przed torami kolei obwodowej, żołnierze „Bolka” daremnie oczekiwali na umówiony sygnał. Ostatecznie natarcie od strony Starego Miasta rozpoczęło się dopiero około godz. 4:45 – tuż przed świtem, gdy atak oddziałów kampinosko-żoliborskich był już odparty (część publikacji podaje, iż atak rozpoczął się nieco wcześniej, tj. między 3:00 a 4:00).
Na prawym skrzydle żołnierze Batalionu „Czata 49” nacierający przez park im. Traugutta zdołali dotrzeć do zasieków osłaniających Fort Traugutta, lecz rażeni ogniem bocznym z Fortu Legionów musieli się wkrótce wycofać. Dwa plutony z 3 kompanii Batalionu „Zośka” wraz z dwoma plutonami z Batalionu „Pięść” wdarły się na murawę i trybuny stadionu KS „Polonia”, gdzie jednak zaległy pod silnym ogniem niemieckiej broni maszynowej z Fortu Traugutta i stanowisk przy linii kolei obwodowej oraz artylerii z Cytadeli. Poległ wówczas dowódca jednego z plutonów „Zośki”, Stanisław Kozicki ps. „Howerla”, a dowódca drugiego plutonu, pchor. Stanisław Kujawski ps. „Brzoza”, został ciężko ranny. Na stadionie poległo jeszcze czterech innych „zośkowców”. Kompania z Batalionu „Pięść” poniosła natomiast tak duże straty, iż najbardziej wykrwawiony II pluton musiał później zostać rozwiązany. Kontynuowanie natarcia było niemożliwe, stąd po pewnym czasie polscy żołnierze wycofali się na pozycje wyjściowe. Pozostawieni na stadionie ciężko ranni powstańcy zostali dobici przez Niemców. Część z nich została zmiażdżona gąsienicami czołgów, które wjechały na murawę boiska. Masakrę przeżył strz. Eugeniusz Boguszewski ps. „Malarz” z Batalionu „Zośka”, który mimo ciężkich ran zdołał po zmroku doczołgać się do powstańczych linii. W starej, na wpół zawalonej studni cały dzień spędzili Hieronim Szpalerski ps. „Karaś” i Zbigniew Siarkiewicz ps. „Grzmot” z Batalionu „Pięść”, którym niemiecki ostrzał uniemożliwił odwrót ze stadionu.
Oddziały lewego skrzydła nie wyruszyły do natarcia równocześnie z pozostałymi oddziałami mjr. „Bolka”. Początkowo pchor. „Kmita” otrzymał jedynie rozkaz skierowania patrolu rozpoznawczego w ruiny getta. Nieopodal barykady przy zbiegu ulic Bonifraterskiej, Konwiktorskiej i Muranowskiej trzyosobowy patrol został ostrzelany i obrzucony granatami. Poległ wówczas dowódca patrolu – pchor. Stanisław Sadkowski ps. „Czarny”. Niedługo po powrocie patrolu przyszedł rozkaz rozpoczęcia natarcia. Przez otwory wybite murze szpitala Jana Bożego żołnierze AK i AL wbiegli w ruiny getta i gwałtownym uderzeniem zdobyli dwa budynki, gdzie znajdowały się wysunięte stanowiska nieprzyjaciela. Wkrótce jednak polskie natarcie zaległo pod silnym ogniem moździerzy i broni maszynowej. Wobec rosnących strat mjr „Bolek” wydał rozkaz odwrotu. 1 kompania Batalionu „Zośka” straciła w tej walce 16 zabitych i wielu rannych. Kilkunastoosobowa grupa powstańców została odcięta w ruinach getta i zdołała powrócić na pozycje wyjściowe dopiero w godzinach wieczornych.
Natarcie zakończyło się około godziny 7:00. Oddziały staromiejskie straciły około 70 zabitych i rannych.

## Epilog
22 sierpnia o godz. 5:45, a więc niespełna półtorej godziny po załamaniu natarcia, gen. „Grzegorz” wysłał radiową depeszę do KG AK i płk. „Wachnowskiego”, w której oznajmił, iż jest gotowy ponowić atak ze zmienionym składem osobowym oddziałów szturmowych. W tej samej depeszy zasugerował jednak, że bardziej skuteczną formą pomocy Starówce byłoby wysłanie kanałami uzbrojonych żołnierzy oraz dostaw broni i amunicji. Po konsultacji z płk. „Wachnowskim” komendant główny AK podjął decyzję o rezygnacji z dalszych prób wywalczenia naziemnego korytarza między powstańczym Żoliborzem a Starówką. „Grzegorz” powrócił na Stare Miasto wieczorem 22 sierpnia.
Kilka godzin wcześniej na Żoliborzu odbyła się oficerska narada, w której trakcie gen. „Grzegorz” ostro zganił mjr. „Okonia”, zarzucając mu złą organizację natarcia oraz oskarżając jego podwładnych o brak ducha bojowego. „Grzegorz” rozkazał majorowi powrócić do Puszczy Kampinoskiej i zorganizować tam bazę zrzutowo-zaopatrzeniową dla Żoliborza i Starówki. Przed powrotem do puszczy „leśni” mieli zdać całą posiadaną broń i amunicję. Żołnierze oddziałów puszczańskich – zmęczeni dwudniowym bojem, przygnębieni klęską i stratą wielu kolegów – przyjęli ten rozkaz z dużym rozgoryczeniem. Oburzenie w szeregach wywołało w szczególności brutalne wyegzekwowanie rozkazu przez „Okonia”. Świadkowie tych wydarzeń twierdzili, iż major – znany z porywczego charakteru i ordynarności – wręcz wyrywał niektórym żołnierzom broń z rąk, nie szczędząc przy tym przekleństw i wyzwisk. Żołnierze „leśni” od samego początku traktowali „Okonia” z nieufnością oraz obarczali go – niezbyt słusznie – główną odpowiedzialnością za klęskę pod Dworcem Gdańskim. Po rozbrojeniu niedobitków major budził wśród wielu podwładnych już wręcz nienawiść.
Nocą 23/24 sierpnia z Żoliborza wymaszerował pod komendą „Okonia” blisko 300 osobowy oddział. W jego składzie znalazło się od 120 do 150 rozbrojonych „leśnych” – w zdecydowanej większości żołnierzy dawnych kompanii „Grota” i „Wara”. Drugą połowę oddziału stanowili powstańcy z różnych oddziałów warszawskich, wśród których znalazło się około 120 żołnierzy z kompanii Powstańczych Oddziałów Specjalnych „Jerzyki” dowodzonej przez por. Jerzego Strzałkowskiego ps. „Jerzy”. Wraz z żołnierzami do puszczy odeszła także pewna liczba przedstawicieli cywilnych władz powstańczych oraz dwóch członków Komendy Głównej Batalionów Chłopskich wraz z grupą drukarzy i łączników. Oddział „Okonia” nie napotykając po drodze nieprzyjaciela dotarł do Wierszy nad ranem 24 sierpnia.
Na Żoliborzu postanowił pozostać por. „Witold”, a wraz z nim ponad 150 „leśnych” – w większości dawnych żołnierzy Zgrupowania Stołpecko-Nalibockiego. Do puszczy nie powrócił także ok. 40 osobowy marymoncki pluton 225 z kompanii por. „Dana”. Żołnierze puszczańscy zostali zorganizowani w trzy plutony: pluton 207 pod dowództwem por. Henryka Czerwca ps. „Jaskólski, pluton 208 pod dowództwem ppor. Edwarda Bonarowskiego ps. „Ostromir” oraz pluton 209 pod dowództwem ppor. Józefa Krzywickiego ps. „Prawdzic”. Na bazie owych trzech plutonów sformowane zostało Zgrupowanie „Żaba” pod dowództwem „Witolda”. Z kolei resztki plutonu 225 włączono ponownie w skład macierzystego Zgrupowania „Żmija”. Już 26 sierpnia dowództwo powstańczego Żoliborza podjęło jednak decyzję o rozwiązaniu Zgrupowania „Żaba” i wcieleniu jego trzech plutonów w skład zgrupowań „Żaglowiec” i „Żyrafa II”. Porucznik „Witold” został przydzielony do sztabu ppłk. „Żywiciela”.
Po południu 22 sierpnia oddział por. „Trzaski” podjął próbę powrotu kanałami na Starówkę. Na wysokości Dworca Gdańskiego czoło kolumny zostało jednak ostrzelane i obrzucone granatami, na skutek czego oddział był zmuszony zawrócić na Żoliborz. W kolejnych dniach żołnierze „Trzaski” przechodzili w małych grupach na Stare Miasto. Na Starówkę przeszedł także kanałami ok. 30-osobowy pluton z Grupy „Kampinos” dowodzony przez ppor. Jerzego Rybkę ps. „Kiejster”. Został on włączony do 2 kompanii Batalionu „Parasol” i przeszedł wraz z nią cały szlak bojowy Zgrupowania „Radosław”.

## Podsumowanie
Władysław Bartoszewski uznał natarcia na Dworzec Gdański za „jedną z najkrwawszych akcji bojowych powstania warszawskiego”. Porażka kosztowała oddziały powstańcze utratę co najmniej 500 żołnierzy oraz znacznej ilości broni i amunicji. Ponadto ostatecznie zaprzepaszczono szansę na wywalczenie korytarza między Starym Miastem i Żoliborzem oraz osłabiono obronę tej pierwszej dzielnicy. Z kolei niemiecka Grupa Uderzeniowa „Schmidt” uzyskała swobodę manewru, gdyż nie była już zagrożona uderzeniem od północy. Jedynym namacalnym efektem polskich ataków było opóźnienie o pięć godzin niemieckiego szturmu na gmach Polskiej Wytwórni Papierów Wartościowych (22 sierpnia). Józef Krzyczkowski szacował, że podczas odpierania dwóch polskich natarć na Dworzec Gdański nieprzyjaciel poniósł straty o łącznej wysokości 50 zabitych i 25 rannych. Liczby te kwestionował jednak Edward Bonarowski, oceniając, iż są one podejrzanie zaokrąglone i niemożliwe do zweryfikowania.
Klęska pod Dworcem Gdańskim spowodowała pogorszenie nastrojów wśród żołnierzy i ludności cywilnej odciętych w kotle staromiejskim. Pułkownik „Wachnowski” oceniał, że „na skutek załamania się akcji w kierunku Żoliborza własne położenie stało się bardzo poważne”. Na wieść, iż nie udało się wywalczyć korytarza na Żoliborz, KG AK wraz z Delegatem Rządu na Kraj i członkami Rady Jedności Narodowej podjęli decyzję o opuszczeniu Starówki i przejściu kanałami do Śródmieścia, co nastąpiło 26 sierpnia. W ocenie Władysława Bartoszewskiego, Adama Borkiewicza, Jana Gozdawy-Gołębiowskiego, Stanisława Podlewskiego, a także Lesława Bartelskiego i Felicjana Majorkiewicza klęska pod Dworcem Gdańskim stała się punktem zwrotnym, przesądzającym o późniejszym upadku Starego Miasta.
Przyczyną polskiej porażki były przewaga ogniowa, techniczna i organizacyjna przeciwnika oraz liczne błędy popełnione przez powstańcze dowództwo przy planowaniu i organizacji natarcia. W ocenie Grzegorza Jasińskiego:

Decydujący o sposobie wykonania akcji oficerowie KG AK i sztabu Grupy „Północ”, kierując się emocjami, a nie rzetelną oceną pola walki, szukali doraźnych i nie w pełni przemyślanych rozwiązań taktycznych, które pozwoliłyby w trybie natychmiastowym odwrócić pogarszającą się z każdym dniem sytuację operacyjną walczących o Warszawę oddziałów Armii Krajowej”.

Stanisław Jankowski ps. „Agaton” zapisał z kolei w swoich wspomnieniach:

Zadanie nacierających na Dworzec Gdański oddziałów, jeśli nie było beznadziejne, było bardzo trudne. Wymagało dokładnego rozpoznania stanowisk nieprzyjaciela i jego siły ognia, precyzyjnego współdziałania oddziałów nacierających z Żoliborza i ze Starówki, zaskoczenia Niemców. A także świetnego dowodzenia pełnego inicjatywy. Żadna z tych szans nie została nam dana.

## Upamiętnienie

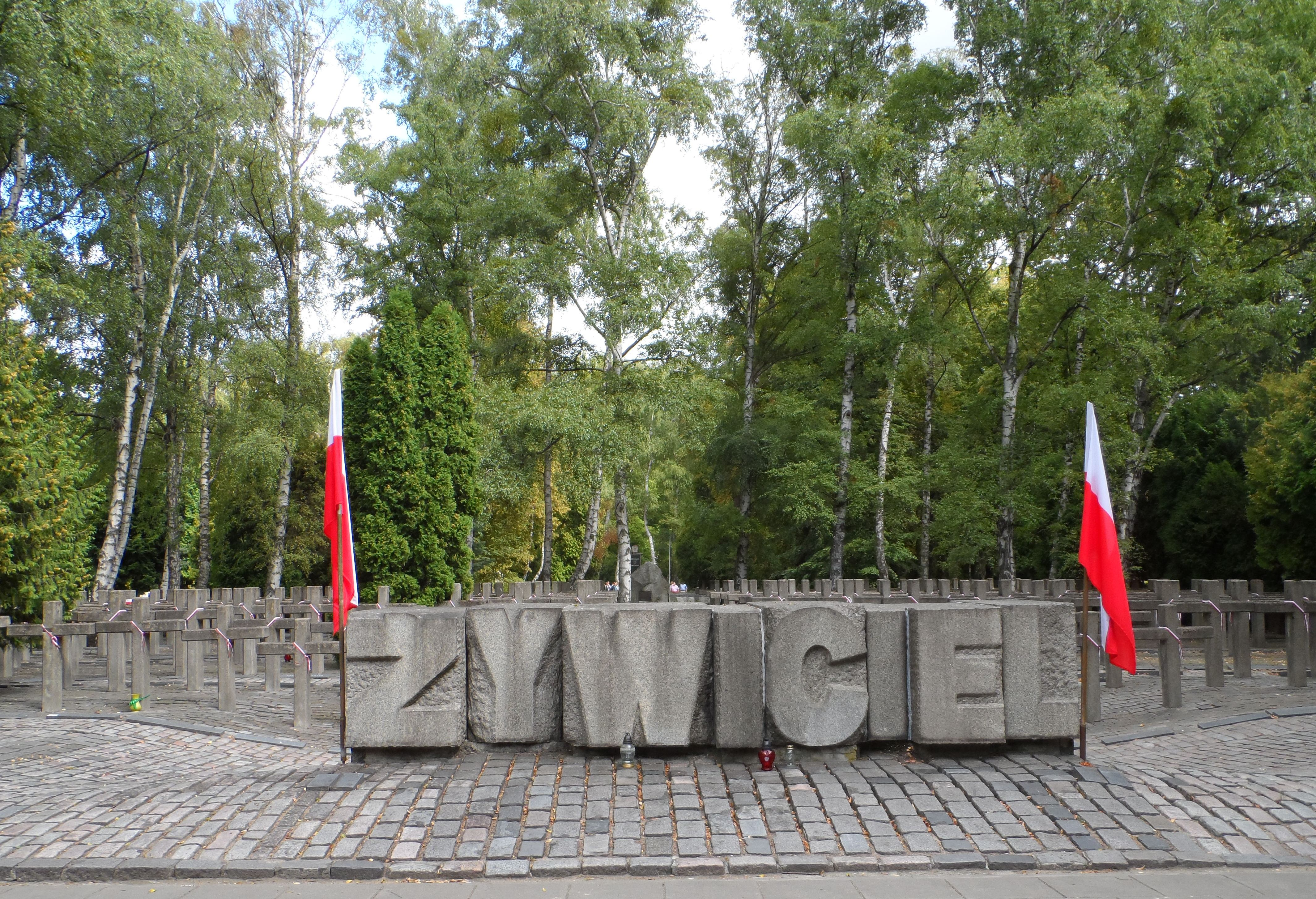
Kwatera „Żywiciela” na Powązkach Wojskowych. Obok żołnierzy Obwodu II spoczywają tam żołnierze Grupy „Kampinos” polegli w czasie ataków na Dworzec Gdański

Ciała żołnierzy AK poległych w natarciach na Dworzec Gdański były grzebane przez Niemców nieopodal ruin osiedla baraków dla bezrobotnych, w pobliżu Instytutu Chemicznego, a także na Stawkach. Liczne zwłoki leżały jednak niepogrzebane na przedpolu aż do wiosny 1945. Po zakończeniu wojny szczątki poległych pogrzebano w kwaterze „Żywiciela” na Powązkach Wojskowych.

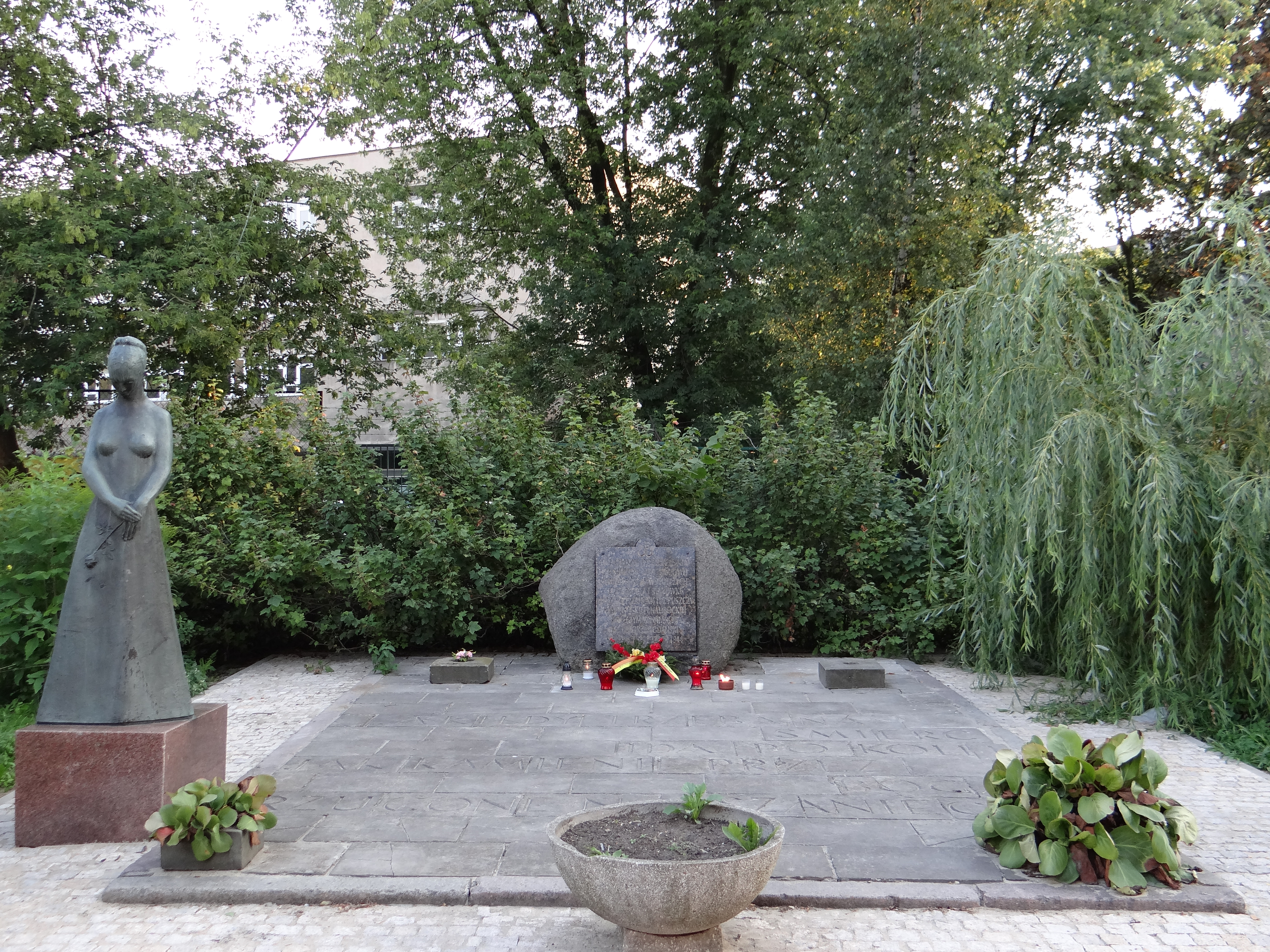
Pomnik żołnierzy AK poległych w natarciach na Dworzec Gdański

29 września 1957, dzięki staraniom Rady Narodowej dzielnicy Żoliborz, przy skrzyżowaniu ulic Mickiewicza i gen. Zajączka odsłonięto skromny pomnik w formie głazu ustawionego na podeście, upamiętniający powstańców poległych w natarciach na Dworzec Gdański. W 1974 pomnik uzupełniono rzeźbą dłuta Ireny Nadachowskiej, przedstawiającą kobietę z różą w dłoni. Od 1994 na głazie pamiątkowym widnieje napis o treści:

W hołdzie bohaterskim żołnierzom Armii Krajowej
 oddziałów powstańczych z Żoliborza i Starówki
 oraz partyzanckich z Puszczy Kampinoskiej i Nalibockiej
 poległym w natarciu na Dworzec Gdański w dniach 20 i 22 VIII 1944

Na podeście wykuto dodatkowo litery składające się na cytat z wiersza Juliusza Słowackiego: „A kiedy trzeba – na śmierć idą po kolei, jak kamienie przez Boga rzucone na szaniec”.

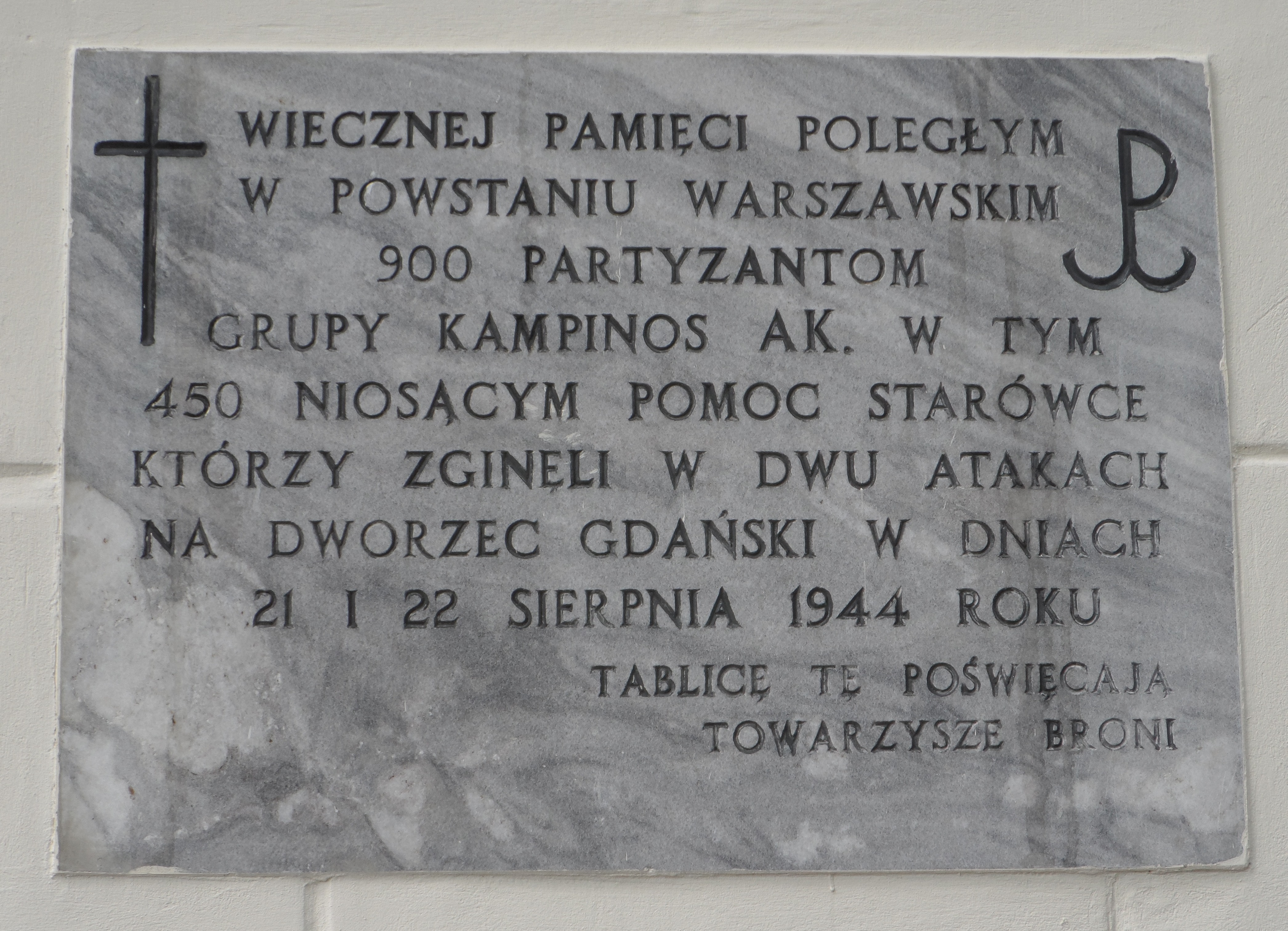
Tablica na murze kościoła św. Marii Magdaleny na Wawrzyszewie upamiętniająca poległych żołnierzy Grupy „Kampinos”

Na murze kościoła św. Marii Magdaleny przy ul. Wólczyńskiej 64 na warszawskim Wawrzyszewie znajduje się tablica z napisem o treści:

Wiecznej pamięci poległym w powstaniu warszawskim 900 partyzantom Grupy „Kampinos” AK, w tym 450 niosącym pomoc Starówce, którzy zginęli w dwu atakach na Dworzec Gdański w dniach 21 i 22 sierpnia 1944 roku tablicę tę poświęcają towarzysze broni

W 2000 roku na frontowej ścianie trybuny głównej stadionu KS „Polonia” odsłonięto tablicę upamiętniającą żołnierzy AK poległych na terenie stadionu podczas drugiego natarcia na Dworzec Gdański. Widnieje na niej napis o treści:

W hołdzie powstańcom, żołnierzom Armii Krajowej Zgrupowania „Radosław” batalionów „Zośka” i „Czata 49” broniących Starego Miasta, poległych 22 sierpnia 1944 r. na stadionie KS Polonia podczas natarcia na Dworzec Gdański.

Żołnierze batalionów „Zośka” i „Czata 49” oraz KS Polonia. Kwiecień 2000.

Przy ul. Ludwika Rydygiera 7 znajdował się krzyż upamiętniający mieszkańców przedwojennego osiedla baraków dla bezrobotnych zamordowanych przez Niemców w czasie powstania warszawskiego. Na początku drugiej dekady XXI wieku krzyż został zdemontowany i zastąpiony tablicą pamiątkową zainstalowaną na frontowej ścianie nowo wybudowanego dyskontu Biedronka.
Wewnątrz kościoła św. Stanisława Kostki na warszawskim Żoliborzu znajduje się tablica upamiętniająca żołnierzy Zgrupowania Stołpecko-Nalibockiego AK, w tym ich udział w natarciach na Dworzec Gdański.